# المملكة المتحدة في الألعاب البارالمبية الصيفية 2016
تنافست بريطانيا العظمى وأيرلندا الشمالية، باسم بريطانيا العظمى، في دورة الألعاب البارالمبية الصيفية 2016 في ريو دي جانيرو ، المقامة في البرازيل، من 7 سبتمبر إلى 18 سبتمبر 2016. وكانت المراكز الأولى التي تأهل إليها الفريق من نصيب ستة رياضيين في منافسات الإبحار.

## الإدارة
في 19 نوفمبر 2014، أعلنت الجمعية البارالمبية البريطانية تعيين بيني بريسكوي رئيسًا لبعثة الفريق البارالمبي البريطاني في ريو 2016. وكان رئيس الجمعية تيم ريديش رئيسًا للوفد، بينما كان الرئيس التنفيذي تيم هولينغزوورث أمينًا عامًا. في 3 أغسطس 2015، أعلنت الجمعية البارالمبية البريطانية أن آنا سكوت-مارشال ستحل محل جين جونز كنائب الأمين العام للوفد البريطاني.
- تيم ريديش – رئيس الوفد
- بيني بريسكو – رئيس البعثة
- ديفيد كوريّل – نائب رئيس البعثة
- جورجينا شاربلز – نائب رئيس البعثة
- تيم هولينجسورث – الأمين العام
- آنا سكوت-مارشال – نائب الأمين العام
- د. ستيوارت ميلر – رئيس الأطباء
- تاش كاربنتر – رئيسة الإعلام الصحفي

## التمويل
كما هو الحال مع الألعاب السابقة، كانت الهيئة الرياضية في المملكة المتحدة هي المسؤولة عن تخصيص التمويل للنخبة للرياضات البارالمبية. في ديسمبر 2012، تم الإعلان عن مبلغ قياسي قدره 347 مليون جنيه إسترليني لتمويل الرياضيين الأولمبيين والبارالمبيين بهدف أن تكون الدولة الأولى في التاريخ الحديث التي تفوز بمزيد من الميداليات في الألعاب بعد أن كانت الدولة المستضيفة.
ثلاثة رياضات، المبارزة على الكراسي المتحركة، كرة الهدف وكرة القدم الخماسية، تم سحب تمويلها جميعًا، وهو قرار تم تأكيده بعد عملية الاستئناف. في 5 فبراير 2015، أعلنت UK Sport أنه سيتم استعادة التمويل للمبارزة على الكراسي المتحركة لدورة ريو.

## الأهداف الخاصة بالميداليات والأداء
هدفت مجلة UK Sport لتحقيق ما لا يقل عن 121 ميدالية في ريو لتجاوز 120 ميدالية التي تم الفوز بها في ألعاب 2012 في لندن، حيث حددوا النطاق المستهدف بين 113-165 ميدالية. تجاوز الفريق البريطاني هذا الهدف في 16 سبتمبر وانتهوا بمجموع 147 ميدالية، وهو أفضل إنجاز لهم منذ الألعاب البارالمبية الصيفية 1988 في سيول، كوريا الجنوبية. فاز الفريق بميداليات في 15 رياضة، وحصلوا على ذهبية في 11 رياضة، فتجاوزوا حتى الصين التي فازت بميداليات في 13 رياضة وتصدرت منصة التتويج في 9 رياضات. كانت هذه هي المرة الثانية فقط التي يفوز فيها بلد بميداليات ذهبية في هذا العدد الكبير من الرياضات معادلة إنجاز الصين في 2008.
| مفتاح | الهدف لم يتحقق | الهدف تحقق | الهدف تم تجاوزه |

| رياضة                             | عدد الميداليات المستهدف | الميداليات أو النتيجة | استهداف ناقص، متحقق، أو متجاوز |
| --------------------------------- | ----------------------- | --------------------- | ------------------------------ |
| الرماية بالقوس                    | 3-6                     | 6                     |                                |
| ألعاب القوى                       | 28-34                   | 33                    |                                |
| البوتشيا                          | 2–5                     | 1                     |                                |
| ركوب الدراجات                     | 16–22                   | 21                    |                                |
| الفروسية                          | 8-11                    | 11                    |                                |
| كرة القدم سبعة ضد سبعة            | 0                       | 0                     |                                |
| الجودو                            | 2–4                     | 0                     |                                |
| الكانوي لذوي الاحتياجات الخاصة    | 2–3                     | 5                     |                                |
| الترايثلون لذوي الاحتياجات الخاصة | 3-7                     | 4                     |                                |
| رفع الأثقال                       | 1-3                     | 2                     |                                |
| التجديف                           | 2–3                     | 4                     |                                |
| الإبحار                           | 2–3                     | 2                     |                                |
| الرماية                           | 2-5                     | 0                     |                                |
| السباحة                           | 35-45                   | 47                    |                                |
| تنس الطاولة                       | 4–6                     | 3                     |                                |
| كرة السلة على الكراسي المتحركة    | 0–2                     | 1                     |                                |
| المبارزة على الكراسي المتحركة     | 1-2                     | 1                     |                                |
| الرجبي على الكراسي المتحركة       | 0-1                     | 0                     |                                |
| التنس على الكراسي المتحركة        | 2–3                     | 6                     |                                |
| المجموع                           | 113-165                 | 147                   |                                |

## المنافسون
شاركت السيدة سارة ستوري، وهي دراجة على المضمار والطريق، ولاعب كرة سلة الكراسي المتحركة سايمون مون في ألعابهم البارالمبية السابعة. احتفلت ستوري بهذا الإنجاز من خلال أن تصبح أنجح رياضية بريطانية في تاريخ البارالمبياد.
أصغر رياضية في الفريق كانت السباحة آبي كين البالغة من العمر ثلاثة عشر عامًا. كانت آن دوهام أكبر عضو في الفريق بسن 67 عامًا، وجلبت خبرة أربع ألعاب رياضية إلى فريق الفروسية. كلا الرياضيين حصلا على ميداليات خلال 11 يومًا من المنافسة.
القائمة التالية توضح عدد المتنافسين في الألعاب. لاحظ أن المرشدين في ألعاب القوى والترياثلون البارالمبي، والشركاء في البوتشا، والطيارين في الدراجات يتم احتسابهم كرياضيين:
| الرياضة                        | الرجال | النساء | الإجمالي |
| ------------------------------ | ------ | ------ | -------- |
| الرماية بالقوس والسهم          | 6      | 5      | 11       |
| ألعاب القوى                    | 29     | 26     | 55       |
| البوتشيا                       | 9      | 5      | 14       |
| ركوب الدراجات                  | 10     | 10     | 20       |
| الفروسية                       | 1      | 4      | 5        |
| كرة القدم 7-a-side             | 14     | 0      | 14       |
| الجودو                         | 4      | 1      | 5        |
| الكانو البارالمبي              | 3      | 3      | 6        |
| الترياثلون البارالمبي          | 6      | 7      | 13       |
| رفع الأثقال                    | 2      | 2      | 4        |
| التجديف                        | 5      | 4      | 9        |
| الإبحار                        | 3      | 3      | 6        |
| الرماية                        | 8      | 3      | 11       |
| السباحة                        | 15     | 15     | 30       |
| كرة الطاولة                    | 10     | 3      | 13       |
| كرة السلة على الكراسي المتحركة | 12     | 12     | 24       |
| المبارزة على الكراسي المتحركة  | 2      | 1      | 3        |
| الركبي على الكراسي المتحركة    | 11     | 1      | 12       |
| التنس على الكراسي المتحركة     | 7      | 3      | 10       |
| الإجمالي                       | 157    | 108    | 265      |

## تصنيفات الإعاقة
كل مشارك في الألعاب البارالمبية تُجمع إعاقته ضمن واحدة من خمس فئات الإعاقة؛ بتر، قد تكون الحالة خِلقية أو ناتجة عن إصابة أو مرض؛ شلل دماغي؛ الرياضيون مستخدمو كرسي متحرك، وغالبًا ما يكون هناك تقاطع بين هذه الفئة والفئات الأخرى؛ إعاقة بصرية، بما في ذلك عمى؛ Les autres، أي إعاقة جسدية لا تدخل بدقة تحت واحدة من الفئات الأخرى، على سبيل المثال قزامة أو تصلب متعدد. لكل رياضة بارالمبية تصنيفات خاصة بها، تعتمد على المتطلبات البدنية المحددة للمنافسة. تُعطى الأحداث رمزًا، مكونًا من أرقام وحروف، يصف نوع الحدث وتصنيف الرياضيين المشاركين. بعض الرياضات، مثل ألعاب القوى، تقسم الرياضيين حسب الفئة وشدة إعاقاتهم، بينما رياضات أخرى، مثل السباحة، تجمع المنافسين من فئات مختلفة معًا، والفصل الوحيد يكون بناءً على شدة الإعاقة.

## الفائزون بالميداليات
المنافسون البريطانيون التاليون فازوا بميداليات في الألعاب. في الأقسام 'حسب التخصص' أدناه، أسماء الفائزين بالميداليات مكتوبة بالخط العريض.
| الميدالية | الاسم | الرياضة                        | الحدث                                      | التاريخ   |
| --------- | --- | ------------------------------ | ------------------------------------------ | --------- |
| ذهبية     | ميغان غيليا | ركوب الدراجات                  | السعي الفردي للسيدات C3                    | 8 سبتمبر  |
| ذهبية     | سارة ستوري | ركوب الدراجات                  | السعي الفردي للسيدات C5                    | 8 سبتمبر  |
| ذهبية     | ستيفن بايت (آدم دوجلبي – قائد) | ركوب الدراجات                  | السعي الفردي للرجال B                      | 8 سبتمبر  |
| ذهبية     | أوليفر هايند | السباحة                        | سباق 400 متر حرة للرجال S8                 | 8 سبتمبر  |
| ذهبية     | بيثاني فيرث | السباحة                        | سباق 100 متر ظهر للسيدات S14               | 8 سبتمبر  |
| ذهبية     | صوفي ثورنهيل (هيلين سكوت – قائد) | ركوب الدراجات                  | سباق الزمن الفردي للسيدات B                | 9 سبتمبر  |
| ذهبية     | جورجينا هيرميتاج | ألعاب القوى                    | سباق 100 متر للسيدات T37                   | 9 سبتمبر  |
| ذهبية     | جودي كوندي | ركوب الدراجات                  | سباق الزمن 1000 متر للرجال C4-5            | 9 سبتمبر  |
| ذهبية     | صوفي هان | ألعاب القوى                    | 100 متر سيدات T38                          | 9 سبتمبر  |
| ذهبية     | إيلي روبنسون | السباحة                        | 50 متر فراشة سيدات S6                      | 9 سبتمبر  |
| ذهبية     | ليبي كليج (كريس كلارك – مرشد) | ألعاب القوى                    | 100 متر سيدات T11                          | 9 سبتمبر  |
| ذهبية     | جوني بيكوك | ألعاب القوى                    | 100 متر رجال T44                           | 9 سبتمبر  |
| ذهبية     | آندي لويس | الباراترايثلون                 | رجال PT2                                   | 10 سبتمبر |
| ذهبية     | هاناه كوكرُفت | ألعاب القوى                    | 100 متر سيدات T34                          | 10 سبتمبر |
| ذهبية     | كادينا كوكس | ركوب الدراجات                  | سباق الزمن 500 متر سيدات C4-5              | 10 سبتمبر |
| ذهبية     | راشيل موريس | التجديف                        | فردي السيدات                               | 11 سبتمبر |
| ذهبية     | لورين رويلز لورنس وايتلي | التجديف                        | الزورق الزوجي المختلط                      | 11 سبتمبر |
| ذهبية     | غريس كلوف دانيال براون بام ريلف جيمس فوكس أوليفر جيمس (قائد) | التجديف                        | الرباعي المختلط مع قائد                    | 11 سبتمبر |
| ذهبية     | لورا تيرنهام (كورين هول – الطيار) | ركوب الدراجات                  | المطاردة الفردية للسيدات ب                 | 11 سبتمبر |
| ذهبية     | جون-آلان باتروورث جودي كوندي لويس رولف | ركوب الدراجات                  | فريق السبرينت المختلط                      | 11 سبتمبر |
| ذهبية     | بيثاني فيرث | السباحة                        | 200 متر حرة للسيدات S14                    | 11 سبتمبر |
| ذهبية     | ريتشارد وايت هيد | ألعاب القوى                    | 200 متر للرجال T42                         | 11 سبتمبر |
| ذهبية     | جوانا باترفيلد | ألعاب القوى                    | رمي الهراوة للسيدات F51                    | 11 سبتمبر |
| ذهبية     | أليد ديفيز | ألعاب القوى                    | رمي الجلة رجال F42                         | 12 سبتمبر |
| ذهبية     | ويل بايلي | تنس الطاولة                    | فردي الرجال – الفئة 7                      | 12 سبتمبر |
| ذهبية     | ساشا كيندريد | السباحة                        | سباق 200 متر فردي متنوع رجال SM6           | 12 سبتمبر |
| ذهبية     | إلينور سيموندز | السباحة                        | سباق 200 متر فردي متنوع سيدات SM6          | 12 سبتمبر |
| ذهبية     | سوزي رودجرز | السباحة                        | سباق 50 متر فراشة سيدات S7                 | 12 سبتمبر |
| ذهبية     | جورجينا هيرميتاج | ألعاب القوى                    | سباق 400 متر سيدات T37                     | 13 سبتمبر |
| ذهبية     | روب ديفيز | تنس الطاولة                    | فردي الرجال – الفئة 2                      | 13 سبتمبر |
| ذهبية     | هولي أرنولد | ألعاب القوى                    | رمي الرمح للسيدات                          | 13 سبتمبر |
| ذهبية     | ستيفاني ميلوارد | السباحة                        | سباق الظهر 100 متر للسيدات S8              | 13 سبتمبر |
| ذهبية     | ليبي كليج (كريس كلارك – دليل) | ألعاب القوى                    | 200 متر للسيدات T11                        | 13 سبتمبر |
| ذهبية     | ماثيو وايلي | السباحة                        | 50 متر سباحة حرة للرجال S9                 | 13 سبتمبر |
| ذهبية     | سارة ستورى | ركوب الدراجات                  | سباق الزمن للسيدات C5                      | 14 سبتمبر |
| ذهبية     | كارين دارك | ركوب الدراجات                  | سباق الزمن للسيدات H1-2-3                  | 14 سبتمبر |
| ذهبية     | كادينا كوكس | ألعاب القوى                    | 400 متر للسيدات T38                        | 14 سبتمبر |
| ذهبية     | صوفي ويلز | الفروسية                       | اختبار البطولة الفردي – الصف الرابع        | 14 سبتمبر |
| ذهبية     | ستيفن بايت (آدم دوغلباي – الطيار) | ركوب الدراجات                  | سباق الزمن للرجال بي                       | 14 سبتمبر |
| ذهبية     | هانا كوكروفت | ألعاب القوى                    | 400 متر للسيدات T34                        | 14 سبتمبر |
| ذهبية     | مايكل جونز | السباحة                        | 400 متر حرة للرجال S7                      | 14 سبتمبر |
| ذهبية     | هانا راسل | السباحة                        | 100 متر ظهر للسيدات S12                    | 14 سبتمبر |
| ذهبية     | آرون مورز | السباحة                        | 100 متر صدر للرجال SB14                    | 14 سبتمبر |
| ذهبية     | جينيت تشيبينجتون | بارا-كانو                      | KL1 للسيدات                                | 15 سبتمبر |
| ذهبية     | إيما ويغز | كانوي-بارا                     | كاياك السيدات فئة KL2                      | 15 سبتمبر |
| ذهبية     | آن ديكنز | كانوي-بارا                     | كاياك السيدات فئة KL3                      | 15 سبتمبر |
| ذهبية     | ناتاشا بيكر | فروسية                         | اختبار البطولة الفردية – الدرجة الثانية    | 15 سبتمبر |
| ذهبية     | صوفي كريستيانسن | فروسية                         | اختبار البطولة الفردية – الدرجة Ia         | 15 سبتمبر |
| ذهبية     | صوفي كريستيانسن ناتاشا بيكر آن دنهم صوفي ويلز | فروسية                         | فريق                                       | 15 سبتمبر |
| ذهبية     | بول بليك | ألعاب قوى                      | 400 متر للرجال فئة T36                     | 16 سبتمبر |
| ذهبية     | لي بيرسون | فروسية                         | اختبار الاستعراض الحر الفردي – الدرجة Ib   | 16 سبتمبر |
| ذهبية     | ديفيد سميث | بوكيا                          | فردي BC1                                   | 16 سبتمبر |
| ذهبية     | ناتاشا بيكر | الفروسية                       | اختبار فردي حر – الدرجة الثانية            | 16 سبتمبر |
| ذهبية     | صوفي كريستيانسن | الفروسية                       | اختبار فردي حر – الدرجة Ia                 | 16 سبتمبر |
| ذهبية     | جوردون ريد | تنس الكراسي المتحركة           | فردي الرجال                                | 16 سبتمبر |
| ذهبية     | هانا كوكرُفت | ألعاب القوى                    | 800 متر للسيدات T34                        | 16 سبتمبر |
| ذهبية     | جون ووكر | رماية                          | فردي الرجال القوس المركب W1                | 16 سبتمبر |
| ذهبية     | كلير كاشمور ستيفاني ميلوارد ستيفاني سليتر أليس تاي | السباحة                        | تتابع 4 × 100 متر متنوع للسيدات 34 نقطة    | 16 سبتمبر |
| ذهبية     | جاسيكا ستريتون | الرماية                        | فردي السيدات القوس المركب W1               | 17 سبتمبر |
| ذهبية     | سارة ستوري | ركوب الدراجات                  | سباق الطريق للسيدات C4–5                   | 17 سبتمبر |
| ذهبية     | جون ووكر جو فريث | الرماية                        | فريق القوس المركب W1                       | 17 سبتمبر |
| ذهبية     | أوليفر هايند | السباحة                        | السباق المتنوع 200 متر رجال SM8            | 17 سبتمبر |
| ذهبية     | هانّا راسل | السباحة                        | 50 متر حرة سيدات S12                       | 17 سبتمبر |
| ذهبية     | بيثاني فيرث | السباحة                        | السباق المتنوع 200 متر سيدات SM14          | 17 سبتمبر |
| فضية      | كريستال لين | ركوب الدراجات                  | مطاردة فردية سيدات C5                      | 8 سبتمبر  |
| فضية      | هارييت لي | السباحة                        | 100 متر سباحة صدر - سيدات SB8              | 8 سبتمبر  |
| فضية      | جوناثان فوكس | السباحة                        | 100 متر سباحة ظهر - رجال S7                | 8 سبتمبر  |
| فضية      | ستيفاني ريد | ألعاب القوى                    | الوثب الطويل - سيدات F44                   | 9 سبتمبر  |
| فضية      | علي جوّاد | رفع الأثقال                    | رجال -59 كجم                               | 9 سبتمبر  |
| فضية      | ستيفاني سلاتر | السباحة                        | 100 متر فراشة - سيدات S8                   | 9 سبتمبر  |
| فضية      | كاري أدينجان | ألعاب القوى                    | 100 متر - سيدات T34                        | 10 سبتمبر |
| فضية      | توبي جولد | ألعاب القوى                    | 100 متر - رجال T33                         | 10 سبتمبر |
| فضية      | لورين ستيدمان | البارالاثلون                   | سيدات PT4                                  | 11 سبتمبر |
| فضية      | نيل فاشي (بيتر ميتشل – طيار) | ركوب الدراجات                  | 1000 متر تجارب الزمن للرجال B              | 11 سبتمبر |
| فضية      | أليسون باتريك (هازل سميث – مرشد) | البارالاثلون                   | سيدات PT5                                  | 11 سبتمبر |
| فضية      | ريبيكا ريدفيرن | السباحة                        | 100 متر صدر سيدات SB13                     | 11 سبتمبر |
| فضية      | توماس هامر | السباحة                        | 200 متر حرة رجال S14                       | 11 سبتمبر |
| فضية      | جيسيكا-جين أبليجايت | السباحة                        | 200 متر حرة سيدات S14                      | 11 سبتمبر |
| فضية      | جودي جرينهام جون ستوبس | الرماية                        | الفريق المركب المفتوح                      | 12 سبتمبر |
| فضية      | Jonathan Broom-Edwards | ألعاب القوى                    | قفز عالي للرجال T44                        | 12 سبتمبر |
| فضية      | Piers Gilliver | مبارزة الكراسي المتحركة        | فردي الشيش للرجال – الفئة A                | 13 سبتمبر |
| فضية      | Oliver Hynd | السباحة                        | ظهر 100 متر للرجال S8                      | 13 سبتمبر |
| فضية      | Lee Pearson | الفروسية                       | اختبار بطولة فردي الدرجة Ib                | 14 سبتمبر |
| فضية      | Jonathan Fox | السباحة                        | 400 متر حرة للرجال S7                      | 14 سبتمبر |
| فضية      | Andy Lapthorne | تنس الكراسي المتحركة           | الفردي الرباعي                             | 14 سبتمبر |
| فضية      | Bethany Firth | السباحة                        | ظهر 100 متر للسيدات S14                    | 14 سبتمبر |
| فضية      | سكوت كوين | سباحة                          | سباق 100 متر صدر للرجال SB14               | 14 سبتمبر |
| فضية      | كلير كاشمور | سباحة                          | سباق 100 متر صدر للسيدات SB8               | 14 سبتمبر |
| فضية      | آن دونهام | فروسية                         | اختبار البطولة الفردية - الفئة Ia          | 15 سبتمبر |
| فضية      | ريتشارد وايتهيد | ألعاب القوى                    | سباق 100 متر للرجال T42                    | 15 سبتمبر |
| فضية      | جوردون ريد ألفي هيويت | كرة المضرب للكراسي المتحركة    | زوجي الرجال                                | 15 سبتمبر |
| فضية      | كادينا كوكس ماريا ليل جورجينا هيرميتج صوفي هان | ألعاب القوى                    | تتابع 4 × 100 متر للسيدات T35–38           | 15 سبتمبر |
| فضية      | صوفي ويلز | فروسية                         | اختبار الفروسية الإبداعي الفردي - الفئة IV | 16 سبتمبر |
| فضية      | آن دنهام | الفروسية                       | اختبار الفريستايل الفردي – الدرجة الثانية  | 16 سبتمبر |
| فضية      | ديفيد ستون | ركوب الدراجات                  | سباق الطريق للرجال T1–2                    | 16 سبتمبر |
| فضية      | ألفي هيويت | تنس الكراسي المتحركة           | فردي الرجال                                | 16 سبتمبر |
| فضية      | أندرو مولن | السباحة                        | سباحة الظهر 50 متر للرجال S5               | 16 سبتمبر |
| فضية      | جو فريث | الرماية                        | فردي السيدات المركب W1                     | 17 سبتمبر |
| فضية      | ستيفاني ميلوارد | السباحة                        | سباق 200 متر فردي متنوع للسيدات SM8        | 17 سبتمبر |
| فضية      | آبي كين | السباحة                        | سباق 100 متر ظهر للسيدات S13               | 17 سبتمبر |
| فضية      | بول بليك | ألعاب القوى                    | 800 متر رجال T36                           | 17 سبتمبر |
| فضية      | توماس هامر | السباحة                        | 200 متر فردي متنوع رجال SM14               | 17 سبتمبر |
| فضية      | جيسيكا-جين أبليغيت | السباحة                        | 200 متر فردي متنوع سيدات SM14              | 17 سبتمبر |
| برونزية   | ستيفاني ميلوارد | السباحة                        | 400 متر حرة سيدات S8                       | 8 سبتمبر  |
| برونزية   | جيسيكا-جين أبليغيت | السباحة                        | 100 متر ظهر سيدات S14                      | 8 سبتمبر  |
| برونزية   | أندرو مولين | السباحة                        | 400 متر حرة رجال S5                        | 8 سبتمبر  |
| برونزية   | زوي نيوسون | رفع الأثقال                    | سيدات 45 كغم                               | 9 سبتمبر  |
| برونزية   | جما بريسكوت | ألعاب القوى                    | رمي النادي F32                             | 9 سبتمبر  |
| برونزية   | كادينا كوكس | ألعاب القوى                    | 100 متر للسيدات T38                        | 9 سبتمبر  |
| برونزية   | سوزي رودجرز | السباحة                        | 50 متر حرة للسيدات S7                      | 9 سبتمبر  |
| برونزية   | لويس رولف | ركوب الدراجات                  | مطاردة فردية للرجال C3                     | 9 سبتمبر  |
| برونزية   | لويس وايت | السباحة                        | 400 متر حرة للرجال S9                      | 9 سبتمبر  |
| برونزية   | سابرينا فورتشن | ألعاب القوى                    | دفع الجلة للسيدات F20                      | 10 سبتمبر |
| برونزية   | أندرو سمول | ألعاب القوى                    | 100 متر للرجال T33                         | 10 سبتمبر |
| برونزية   | أليس تاي | السباحة                        | سباق 100 متر ظهر للسيدات S10               | 10 سبتمبر |
| برونزية   | توم أجار | التجديف                        | فردي الرجال                                | 11 سبتمبر |
| برونزية   | صوفي ثورنهيل (هيلين سكوت – قائدة) | ركوب الدراجات                  | المطاردة الفردية للسيدات B                 | 11 سبتمبر |
| برونزية   | ميليسا ريد (نيكول والترز – مرشدة) | الباراترياثلون                 | فئة PT5 للسيدات                            | 11 سبتمبر |
| برونزية   | آمي مارن | السباحة                        | سباق 200 متر فردي متنوع للسيدات SM9        | 11 سبتمبر |
| برونزية   | ديفيد هنسون | ألعاب القوى                    | سباق 200 متر للرجال T42                    | 11 سبتمبر |
| برونزية   | جوزيف كريج | السباحة                        | سباق 100 متر حرة للرجال S8                 | 11 سبتمبر |
| برونزية   | ستيفاني ميلوارد | السباحة                        | 100 متر حرة للسيدات S8                     | 11 سبتمبر |
| برونزية   | ستيفن ميلر | ألعاب القوى                    | رمي الصولجان للرجال F32                    | 13 سبتمبر |
| برونزية   | جيمي بيرديكين أندي لابثورن | تنس الكراسي المتحركة           | الزوجي المختلط                             | 13 سبتمبر |
| برونزية   | إلينور سيموندز | السباحة                        | 400 متر حرة للسيدات S6                     | 13 سبتمبر |
| برونزية   | لوسي شوكر جوردان وايلي | تنس الكراسي المتحركة           | زوجي السيدات                               | 13 سبتمبر |
| برونزية   | ماريا ليل | ألعاب القوى                    | 100 متر للسيدات T35                        | 14 سبتمبر |
| برونزية   | ديفيد ستون | ركوب الدراجات                  | الوقت التجريبي للرجال T1–2                 | 14 سبتمبر |
| برونزية   | لورا تيرنام (كورين هول – الطيار) | ركوب الدراجات                  | سباق الزمن السيدات فئة B                   | 14 سبتمبر |
| برونزية   | كاري أدينغان | ألعاب القوى                    | 400 متر للسيدات فئة T34                    | 14 سبتمبر |
| برونزية   | سوزي رودجرز | السباحة                        | سباق سباحة حرة 400 متر للسيدات فئة S7      | 14 سبتمبر |
| برونزية   | إيان مارسدن | كانوي لذوي الاحتياجات الخاصة   | فئة KL1 للرجال                             | 15 سبتمبر |
| برونزية   | نيك بيتون | كانوي لذوي الاحتياجات الخاصة   | فئة KL2 للرجال                             | 15 سبتمبر |
| برونزية   | شارلوت هنشو | السباحة                        | سباق 100 متر صدراً للسيدات فئة S6           | 15 سبتمبر |
| برونزية   | ويل بايلي آرون مكيبن روس ويلسون | تنس الطاولة                    | فئة الفرق للرجال – الفئة 6–8               | 16 سبتمبر |
| برونزية   | دان غريفز | ألعاب القوى                    | رمي القرص للرجال فئة F44                   | 16 سبتمبر |
| برونزية   | كاري أدينغان | ألعاب القوى                    | سباق 800 متر سيدات T34                     | 16 سبتمبر |
| برونزية   | هانا راسل | السباحة                        | سباق 100 متر حرة سيدات S13                 | 16 سبتمبر |
| برونزية   | كريستال لين | ركوب الدراجات                  | سباق الطريق سيدات C4–5                     | 17 سبتمبر |
| برونزية   | فيكي جينكينز | الرماية                        | فردي القوس المركب سيدات W1                 | 17 سبتمبر |
| برونزية   | ماريا ليل | ألعاب القوى                    | سباق 200 متر سيدات T35                     | 17 سبتمبر |
| برونزية   | هاري براون (كرة السلة على الكراسي المتحركة)، سيمون براون (لاعب كرة السلة على الكراسي المتحركة)، تيري بايووتر، غارز شودري، عبدي جامع، غريغ واربرتون، لي مانينغ، كايل مارش (كرة السلة)، سيمون مُنّ، آدي أوغبيمي، فيل برات (لاعب كرة السلة على الكراسي المتحركة)، إيان ساغار | كرة السلة على الكراسي المتحركة | بطولة الرجال                               | 17 سبتمبر |
| برونزية   | هيلينا لوكاس | الإبحار                        | قارب فردي ذو كيل                           | 17 سبتمبر |
| برونزية   | ألكسندرا ريكام نيكي بيريل | الإبحار                        | قارب ثنائي ذو كيل                          | 17 سبتمبر |
| برونزية   | ستيفن بايت آدم دوجلباي – (طيار) | ركوب الدراجات                  | سباق الطريق للرجال فئة B                   | 17 سبتمبر |
| برونزية   | إيلي روبنسون | السباحة                        | 100 متر حرة للسيدات فئة S6                 | 17 سبتمبر |
| برونزية   | أندرو مولين | السباحة                        | 100 متر حرة للرجال فئة S5                  | 17 سبتمبر |

| الميداليات حسب الرياضة         | الميداليات حسب الرياضة | الميداليات حسب الرياضة | الميداليات حسب الرياضة | الميداليات حسب الرياضة |
| ------------------------------ | ---------------------- | ---------------------- | ---------------------- | ---------------------- |
| الرياضة                        |                        |                        |                        | المجموع                |
| السباحة                        | 16                     | 16                     | 15                     | 47                     |
| ألعاب القوى                    | 15                     | 7                      | 11                     | 33                     |
| ركوب الدراجات                  | 12                     | 3                      | 6                      | 21                     |
| الفروسية                       | 7                      | 4                      | 0                      | 11                     |
| الرماية                        | 3                      | 2                      | 1                      | 6                      |
| الكانوي لذوي الاحتياجات الخاصة | 3                      | 0                      | 2                      | 5                      |
| التجديف                        | 3                      | 0                      | 1                      | 4                      |
| كرة الطاولة                    | 2                      | 0                      | 1                      | 3                      |
| التنس على الكراسي المتحركة     | 1                      | 3                      | 2                      | 6                      |
| الثلاثي لذوي الاحتياجات الخاصة | 1                      | 2                      | 1                      | 4                      |
| البوتشي                        | 1                      | 0                      | 0                      | 1                      |
| رفع الأثقال                    | 0                      | 1                      | 1                      | 2                      |
| المبارزة على الكراسي المتحركة  | 0                      | 1                      | 0                      | 1                      |
| الإبحار                        | 0                      | 0                      | 2                      | 2                      |
| كرة السلة على الكراسي المتحركة | 0                      | 0                      | 1                      | 1                      |
| المجموع                        | 64                     | 39                     | 44                     | 147                    |

| الميداليات حسب التاريخ | الميداليات حسب التاريخ | الميداليات حسب التاريخ | الميداليات حسب التاريخ | الميداليات حسب التاريخ | الميداليات حسب التاريخ |
| ---------------------- | ---------------------- | ---------------------- | ---------------------- | ---------------------- | ---------------------- |
| اليوم                  | التاريخ                |                        |                        |                        | الإجمالي               |
| 1                      | 8 سبتمبر               | 5                      | 3                      | 3                      | 11                     |
| 2                      | 9 سبتمبر               | 7                      | 3                      | 6                      | 16                     |
| 3                      | 10 سبتمبر              | 3                      | 2                      | 3                      | 8                      |
| 4                      | 11 سبتمبر              | 8                      | 6                      | 7                      | 21                     |
| 5                      | 12 سبتمبر              | 5                      | 2                      | 0                      | 7                      |
| 6                      | 13 سبتمبر              | 6                      | 2                      | 4                      | 12                     |
| 7                      | 14 سبتمبر              | 9                      | 6                      | 5                      | 20                     |
| 8                      | 15 سبتمبر              | 6                      | 4                      | 3                      | 13                     |
| 9                      | 16 سبتمبر              | 9                      | 5                      | 4                      | 18                     |
| 10                     | 17 سبتمبر              | 6                      | 6                      | 9                      | 21                     |
| 11                     | 18 سبتمبر              | 0                      | 0                      | 0                      | 0                      |
| الإجمالي               | الإجمالي               | 64                     | 39                     | 44                     | 147                    |

| الميداليات حسب الجنس(مخططات المقارنة) | الميداليات حسب الجنس(مخططات المقارنة) | الميداليات حسب الجنس(مخططات المقارنة) | الميداليات حسب الجنس(مخططات المقارنة) | الميداليات حسب الجنس(مخططات المقارنة) | الميداليات حسب الجنس(مخططات المقارنة) |
| ------------------------------------- | ------------------------------------- | ------------------------------------- | ------------------------------------- | ------------------------------------- | ------------------------------------- |
| الجنس                                 |                                       |                                       |                                       | الإجمالي                              | النسبة المئوية                        |
| أنثى                                  | 40                                    | 19                                    | 26                                    | 85                                    | 57.8%                                 |
| ذكر                                   | 21                                    | 20                                    | 17                                    | 58                                    | 39.5%                                 |
| مختلط                                 | 3                                     | 0                                     | 1                                     | 4                                     | 2.7%                                  |
| الإجمالي                              | 64                                    | 39                                    | 44                                    | 147                                   | 100%                                  |

### الفائزون بعدة ميداليات
حقق المتنافسون من الفريق البريطاني عدة ميداليات في دورة الألعاب البارالمبية 2016.
| الاسم                            | الميدالية | الرياضة              | الحدث                                     |
| -------------------------------- | --------- | -------------------- | ----------------------------------------- |
| بيثاني فيرث                      | ذهبية     | السباحة              | سباق 200 متر حرة سيدات S14                |
| بيثاني فيرث                      | ذهبية     | السباحة              | سباق 200 متر ظهر سيدات S14                |
| بيثاني فيرث                      | ذهبية     | السباحة              | سباق 200 متر متنوع فردي سيدات SM14        |
| بيثاني فيرث                      | فضية      | السباحة              | سباق 100 متر ظهر سيدات S14                |
| صوفي كريستيانسن                  | ذهبية     | الفروسية             | اختبار البطولة الفردية – الفئة 1A         |
| صوفي كريستيانسن                  | ذهبية     | الفروسية             | بطولة الفرق                               |
| صوفي كريستيانسن                  | ذهبية     | الفروسية             | المنافسة الفردية الحرة – الفئة 1A         |
| ناتاشا باكر                      | ذهبية     | الفروسية             | اختبار البطولة الفردية – الفئة II         |
| ناتاشا باكر                      | ذهبية     | الفروسية             | بطولة الفرق                               |
| ناتاشا باكر                      | ذهبية     | الفروسية             | المنافسة الفردية الحرة – الفئة III        |
| سارة ستوراي                      | ذهبية     | ركوب الدراجات        | مطاردة فردية سيدات C5                     |
| سارة ستوراي                      | ذهبية     | ركوب الدراجات        | سباق ضد الزمن سيدات C5                    |
| سارة ستوراي                      | ذهبية     | ركوب الدراجات        | سباق الطريق للسيدات C4-5                  |
| هانا كوكروفت                     | ذهبية     | ألعاب القوى          | 100 متر للسيدات T34                       |
| هانا كوكروفت                     | ذهبية     | ألعاب القوى          | 400 متر للسيدات T34                       |
| هانا كوكروفت                     | ذهبية     | ألعاب القوى          | 800 متر للسيدات T34                       |
| ستيفاني ميلوارد                  | ذهبية     | السباحة              | 100 متر ظهر للسيدات S8                    |
| ستيفاني ميلوارد                  | ذهبية     | السباحة              | تتابع متنوع 4 × 100 متر للسيدات 34 نقطة   |
| ستيفاني ميلوارد                  | فضية      | السباحة              | 200 متر فردي متنوع للسيدات SM8            |
| ستيفاني ميلوارد                  | برونزية   | السباحة              | 100 متر حرة للسيدات S8                    |
| ستيفاني ميلوارد                  | برونزية   | السباحة              | 400 متر حرة للسيدات S8                    |
| كادينا كوكس *                    | ذهبية     | ركوب الدراجات        | سباق الزمن 500 متر للسيدات C4-5           |
| كادينا كوكس *                    | ذهبية     | ألعاب القوى          | 400 متر للسيدات T38                       |
| كادينا كوكس *                    | فضية      | ألعاب القوى          | تتابع 4 × 100 متر للسيدات T35–38          |
| كادينا كوكس *                    | برونزية   | ألعاب القوى          | 100 متر للسيدات T38                       |
| Sophie ويلز                      | ذهبية     | الفروسية             | اختبار البطولة الفردية – فئة IV           |
| Sophie ويلز                      | ذهبية     | الفروسية             | بطولة الفرق                               |
| Sophie ويلز                      | فضية      | الفروسية             | العرض الفردي – فئة IV                     |
| Georgina هيرميتاج                | ذهبية     | ألعاب القوى          | 100 متر للسيدات T37                       |
| Georgina هيرميتاج                | ذهبية     | ألعاب القوى          | 400 متر للسيدات T37                       |
| Georgina هيرميتاج                | فضية      | ألعاب القوى          | تتابع 4 × 100 متر للسيدات T35–38          |
| أوليفر هايند                     | ذهبية     | السباحة              | 400 متر حرة للرجال S8                     |
| أوليفر هايند                     | ذهبية     | السباحة              | 200 متر متنوع فردي للرجال SM8             |
| أوليفر هايند                     | فضية      | السباحة              | 100 متر ظهر للرجال S8                     |
| ستيفن بايت (آدم دوجلبي – قائد)   | ذهبية     | ركوب الدراجات        | سباق الزمن الفردي للرجال B                |
| ستيفن بايت (آدم دوجلبي – قائد)   | ذهبية     | ركوب الدراجات        | سباق الزمن للرجال B                       |
| ستيفن بايت (آدم دوجلبي – قائد)   | برونزية   | ركوب الدراجات        | سباق الطريق للرجال B                      |
| هانا راسل                        | ذهبية     | السباحة              | 100 متر ظهر للسيدات S12                   |
| هانا راسل                        | ذهبية     | السباحة              | 50 متر حرة للسيدات S12                    |
| هانا راسل                        | برونزية   | السباحة              | 100 متر حرة للسيدات S13                   |
| جودي كوندي                       | ذهبية     | ركوب الدراجات        | التجربة الزمنية الفردية للرجال C4-5       |
| جودي كوندي                       | ذهبية     | ركوب الدراجات        | سباق السرعة للفرق للرجال                  |
| جون ووكر                         | ذهبية     | الرماية              | الفردي المركب للرجال W1                   |
| جون ووكر                         | ذهبية     | الرماية              | الفريق المركب W1                          |
| ليبي كليج (كريس كلارك – مرشد)    | ذهبية     | ألعاب القوى          | سباق 100 متر للسيدات T11                  |
| ليبي كليج (كريس كلارك – مرشد)    | ذهبية     | ألعاب القوى          | سباق 200 متر للسيدات T11                  |
| آن دونهام                        | ذهبية     | الفروسية             | بطولة الفرق                               |
| آن دونهام                        | فضية      | الفروسية             | اختبار البطولة الفردي – فئة Ia            |
| آن دونهام                        | فضية      | الفروسية             | اختبار الفروسية الحرة الفردي – فئة Ia     |
| ريتشارد وايتهيد                  | ذهبية     | ألعاب القوى          | 200 متر رجال T42                          |
| ريتشارد وايتهيد                  | فضية      | ألعاب القوى          | 100 متر رجال T42                          |
| بول بليك                         | ذهبية     | ألعاب القوى          | 400 متر رجال T36                          |
| بول بليك                         | فضية      | ألعاب القوى          | 800 متر رجال T36                          |
| صوفي هان                         | ذهبية     | ألعاب القوى          | 100 متر سيدات T38                         |
| صوفي هان                         | فضية      | ألعاب القوى          | 4 × 100 متر تتابع سيدات T35–38            |
| غوردون ريد                       | ذهبية     | تنس الكراسي المتحركة | فردي رجال                                 |
| غوردون ريد                       | فضية      | تنس الكراسي المتحركة | زوجي رجال                                 |
| لي بيرسون                        | ذهبية     | فروسية               | اختبار الفريستايل الفردي – الفئة Ib       |
| لي بيرسون                        | فضية      | فروسية               | اختبار البطولة الفردي الفئة Ib            |
| كلير كاشمور                      | ذهبية ·   | سباحة                | تتابع المتنوع للسيدات 4 × 100 متر 34 نقطة |
| كلير كاشمور                      | فضية      | سباحة                | سباحة الصدر 100 متر للسيدات SB8           |
| ستيفاني سليتر                    | ذهبية ·   | سباحة                | تتابع المتنوع للسيدات 4 × 100 متر 34 نقطة |
| ستيفاني سليتر                    | فضية      | سباحة                | فراشة 100 متر للسيدات S8                  |
| جو فريث                          | ذهبية     | رماية                | فريق التركيب W1                           |
| جو فريث                          | فضية      | رماية                | التركيب الفردي للسيدات W1                 |
| سوزي رودجرز                      | ذهبية     | سباحة                | فراشة 50 متر للسيدات S5                   |
| سوزي رودجرز                      | برونزية   | سباحة                | 50 متر حرة للسيدات فئة S5                 |
| سوزي رودجرز                      | برونزية   | سباحة                | 400 متر حرة للسيدات فئة S5                |
| لويس رولف                        | ذهبية ·   | الدراجات             | سباق السرعة للفريق رجال                   |
| لويس رولف                        | برونزية   | الدراجات             | سباق ضد الساعة الفردي رجال فئة C1-2-3     |
| ويل بيلي                         | ذهبية ·   | تنس الطاولة          | فردي الرجال - الفئة 7                     |
| ويل بيلي                         | برونزية   | تنس الطاولة          | فريق الرجال - الفئة 6–8                   |
| إلينور سيموندز                   | ذهبية ·   | السباحة              | 200 متر فردي متنوع للسيدات فئة SM6        |
| إلينور سيموندز                   | برونزية   | السباحة              | 200 متر حرة للسيدات فئة S6                |
| إيلي روبنسون                     | ذهبية ·   | السباحة              | 50 متر فراشة للسيدات فئة S6               |
| إيلي روبنسون                     | برونزية   | السباحة              | 100 متر حرة سيدات S6                      |
| أليس تاي                         | ذهبية ·   | السباحة              | تتابع متنوع 4 × 100 متر سيدات 34 نقطة     |
| أليس تاي                         | برونزية   | السباحة              | 100 متر ظهر سيدات S10                     |
| صوفي ثورنهيل (هيلين سكوت – طيار) | ذهبية     | ركوب الدراجات        | التجربة الزمنية الفردية للسيدات B         |
| صوفي ثورنهيل (هيلين سكوت – طيار) | برونزية   | ركوب الدراجات        | المطاردة الفردية للسيدات B                |
| لورا ترنهام (كورين هول – طيار)   | ذهبية     | ركوب الدراجات        | المطاردة الفردية للسيدات B                |
| لورا ترنهام (كورين هول – طيار)   | برونزية   | ركوب الدراجات        | التجربة الزمنية للسيدات B                 |
| جيسيكا-جين أبليجيت               | فضية      | السباحة              | 200 متر حرة للسيدات S14                   |
| جيسيكا-جين أبليجيت               | فضية      | السباحة              | 200 متر فردي متنوع للسيدات SM14           |
| جيسيكا-جين أبليجيت               | برونزية   | السباحة              | 200 متر ظهر للسيدات S14                   |
| جوناثان فوكس                     | فضية      | السباحة              | 400 متر حرة للرجال S7                     |
| جوناثان فوكس                     | فضية      | السباحة              | 100 متر ظهر للرجال S7                     |
| توماس هامير                      | فضية      | السباحة              | 200 متر حرة للرجال S14                    |
| توماس هامير                      | فضية      | السباحة              | 200 متر فردي متنوع للرجال SM14            |
| ألفي هيويت                       | فضية      | تنس الكراسي المتحركة | زوجي الرجال                               |
| ألفي هيويت                       | فضية      | تنس الكراسي المتحركة | فردي الرجال                               |
| كاري أدينيجان                    | فضية      | ألعاب القوى          | 100 متر للسيدات T34                       |
| كاري أدينيجان                    | برونزية   | ألعاب القوى          | 400 متر للسيدات T34                       |
| كاري أدينيجان                    | برونزية   | ألعاب القوى          | سباق 800 متر للسيدات T34                  |
| ماريا ليلي                       | فضية      | ألعاب القوى          | سباق 4 × 100 متر للسيدات T35–38           |
| ماريا ليلي                       | برونزية   | ألعاب القوى          | سباق 100 متر للسيدات T35                  |
| ماريا ليلي                       | برونزية   | ألعاب القوى          | سباق 200 متر للسيدات T35                  |
| أندرو مولن                       | فضية      | السباحة              | سباق 50 متر ظهر للرجال S5                 |
| أندرو مولن                       | برونزية   | السباحة              | سباق 400 متر حرة للرجال S5                |
| أندرو مولن                       | برونزية   | السباحة              | سباق 100 متر حرة للرجال S5                |
| آندي لابثورني                    | فضية      | تنس الكراسي المتحركة | فردي المختلط                              |
| آندي لابثورني                    | برونزية   | تنس الكراسي المتحركة | الزوجي المختلط                            |
| كريستال لين                      | فضية      | سباق الدراجات        | مطاردة فردية للسيدات C5                   |
| كريستال لين                      | برونزية   | سباق الدراجات        | سباق الطريق للسيدات C5                    |
| ديفيد ستون                       | فضية      | سباق الدراجات        | سباق الطريق للرجال T1–2                   |
| ديفيد ستون                       | برونزية   | سباق الدراجات        | سباق الزمن للرجال T1–2                    |

الميدالية الذهبية التي حققتها كادينا كوكس في سباق 500 متر تجارب الزمن جعلتها أول بارالمبي بريطاني كبير يفوز بميداليات في رياضتين مختلفتين في نفس الألعاب منذ 28 عامًا.

## الرماية
حصلت بريطانيا العظمى على تسعة مقاعد لريو بناءً على أدائهم في بطولة العالم للرماية البارالمبية 2015. حصل الفريق على 3 مقاعد في الفعالية المركبة المفتوحة، اثنين للرجال وواحد للنساء، وحصلوا على مقعدين في الفعالية المفتوحة للقوس المنحني، واحد للرجال وواحد للنساء، وحصلوا على 4 مقاعد في فعالية W1، اثنين للرجال واثنتين للنساء. حصلت جُو فريث وجون ووكر على المقعدين الأولين، بفوز بارالمبي 2004 جون كافاناغ بمقعد البلاد الثالث. ميدالية جيسيكا ستراتون البرونزية في الحدث منحت البلاد مقعدها الرابع. ثم حصل جون ستوبس ومل كلارك على المقعدين الخامس والسادس للبلاد. وتضمنت الأقواس الآخرين الذين ساهموا في التأهل للمقاعد مايكل هال، ديفيد فيليبس وتانيا نادياراجاه. في أبريل 2016، ضمن ناثان ماكوين الحصة العاشرة لبريطانيا العظمى في بطولة التصفيات القارية التي أقيمت خلال بطولة أوروبا للرماية البارالمبية 2016. في 21 يونيو، أعلنت الجمعية البارالمبية البريطانية أسماء العشرة رماة الذين سيمثلون الفريق البريطاني في ريو. في 9 يوليو، أُعلن أن الاتحاد العالمي للرماية قد منح دعوة ثنائية للألعاب لفيكي جنكينز للمنافسة في فعالية المركبة W1 للسيدات.
يحق للمؤهلين في منافسات الفرق المختلطة أيضًا المشاركة في المنافسات الفردية.
فردي
| الرياضي         | الحدث                                   | الجولة الترتيبية | الجولة الترتيبية | الجولة 32                            | الجولة 16                              | ربع النهائي                             | نصف النهائي                                           | النهائي / BM                              | النهائي / BM |
| الرياضي         | الحدث                                   | النتيجة          | التصنيف          | المنافس النتيجة                      | المنافس النتيجة                        | المنافس النتيجة                         | المنافس النتيجة                                       | المنافس النتيجة                           | الترتيب      |
| --------------- | --------------------------------------- | ---------------- | ---------------- | ------------------------------------ | -------------------------------------- | --------------------------------------- | ----------------------------------------------------- | ----------------------------------------- | ------------ |
| مايكل هول       | الفردي المفتوح للرجال في القوس المركب   | 662              | 18               | امبودين (سويسرا) · فاز 141–139       | بوليش (الولايات المتحدة) · فاز 139–133 | سيمونيلي (إيطاليا) · خسر 136–143        | لم يتقدم                                              | لم يتقدم                                  | لم يتقدم     |
| ناثان ماككوين   | الفردي المفتوح للرجال في القوس المركب   | 681              | 5                | أندرسون (جنوب إفريقيا) · فاز 144–129 | شيلبي (الولايات المتحدة) · خسر 133–138 | لم يتقدم                                | لم يتقدم                                              | لم يتقدم                                  | لم يتقدم     |
| جون ستابس       | الفردي المفتوح للرجال في القوس المركب   | 676              | 8                | تشايلينفا (تايلاند) · فاز 139–135    | ميلن (أستراليا) · خسر 129–137          | لم يتقدم                                | لم يتقدم                                              | لم يتقدم                                  | لم يتقدم     |
| جودي جرينام     | الفردي المفتوح للسيدات في القوس المركب  | 643              | 10               | استراحة                              | سارتي (إيطاليا) · فاز 133–132          | عباسبور (إيران) · خسر 136–137           | لم يتقدم                                              | لم يتقدم                                  | لم يتقدم     |
| ديفيد فيليبس    | الفردي المفتوح للرجال في القوس المنحني  | 595              | 16               | كورديرو (البرازيل) · ف 6–2           | رانجباركيفاج (إيران) · خ 4–6           | لم تتقدم                                | لم تتقدم                                              | لم تتقدم                                  | لم تتقدم     |
| تانيا ناداراجاه | القوس والسهم للفردي للسيدات - المفتوح   | 567              | 16               | بايانجارغال (منغوليا) · خ 2–6        | لم تتقدم                               | لم تتقدم                                | لم تتقدم                                              | لم تتقدم                                  | لم تتقدم     |
| جون كافاناغ     | القوس والسهم للفردي للرجال - المركب W1  | 608              | 9                | —                                    | هيرتر (ألمانيا) · خ 124–130            | لم يتقدم                                | لم يتقدم                                              | لم يتقدم                                  | لم يتقدم     |
| جون ووكر        | القوس والسهم للفردي للرجال - المركب W1  | 634              | 5                | —                                    | أنتونيوس (فنلندا) · ف 131–123          | ينير (تركيا) · ف 131–128                | هيرتر (ألمانيا) · ف 135–131                           | دراهونينسكي (جمهورية التشيك) · ف 141–139  | الأول        |
| جو فريث         | القوس والسهم للفردي للسيدات - المركب W1 | 631              | 2                | —                                    | وداعاً                                  | كورييل (الولايات المتحدة) · فوز 134–115 | كيم (كوريا الجنوبية) · فوز 131–123                    | ستريتون (بريطانيا العظمى) · خسارة 124–137 | الثاني       |
| فيكي جنكينز     | القوس والسهم للفردي للسيدات - المركب W1 | 582              | 5                | —                                    | وداعاً                                  | لو (الصين) · فوز 130–128                | ستريتون (بريطانيا العظمى) · خسارة 131–141             | كيم (كوريا الجنوبية) · فوز 125–124        | الثالث       |
| جيسيكا ستريتون  | القوس والسهم للفردي للسيدات - المركب W1 | 634              | 1                | —                                    | وداعاً                                  | موسيلوفا (جمهورية التشيك) · فوز 130–124 | جنكينز (بريطانيا العظمى) · فوز 141–131 رقم قياسي شخصي | فريث (بريطانيا العظمى) · فوز 137–124      | الأول        |

الفريق
| الرياضي                     | الحدث                 | جولة الترتيب | جولة الترتيب | دور الـ16                    | ربع النهائي               | نصف النهائي                      | النهائي / BM                     | النهائي / BM |
| الرياضي                     | الحدث                 | النتيجة      | البذرة       | المعارضة النتيجة             | المعارضة النتيجة          | المعارضة النتيجة                 | المعارضة النتيجة                 | الرتبة       |
| --------------------------- | --------------------- | ------------ | ------------ | ---------------------------- | ------------------------- | -------------------------------- | -------------------------------- | ------------ |
| جودي جرينهام جون ستوبس      | الفريق المركب المفتوح | 1324         | 5            | وداعًا                        | إيطاليا (ITA) · ف 150–149 | كوريا الجنوبية (KOR) · ف 144–143 | الصين (CHN) · خ 143–151          | الثاني       |
| تانيا ناداراجا ديفيد فيليبس | الفريق القوسي المفتوح | 1162         | 8            | تايبيه الصينية (TPE) · ف 6–2 | إيران (IRI) · خ 4–5       | لم يتأهل                         | لم يتأهل                         | لم يتأهل     |
| جو فريث جون ووكر            | فريق المركب W1        | 1268         | 1            | —                            | وداع                      | جمهورية التشيك (CZE) · ف 144–128 | كوريا الجنوبية (KOR) · ف 139–129 | الأول        |

## ألعاب القوى
حصلت بريطانيا العظمى على أول حصة في ألعاب القوى لريو عندما احتل ديفيد وير المركز الثاني في تصنيفه في بطولة العالم لماراثون اللجنة البارالمبية الدولية 2015 في لندن. وضمن 15 رياضيا آخرين من القائمة التالية حصصا لبريطانيا العظمى من خلال احتلالهم المركزين الأول أو الثاني في فعالياتهم في بطولة العالم لألعاب القوى لذوي الاحتياجات الخاصة 2015 (يرجى ملاحظة أنه يمكن منح حصة واحدة فقط لكل رياضي). وأعلنت اللجنة البارالمبية البريطانية عن المجموعة الأولى من ثلاثة عشر رياضيًا تم اختيارهم لريو في 23 يونيو 2016. كانت كادينا كوكس قد ضمنت حصة ثانية لفريق بريطانيا العظمى في سباق 100 متر فئة T37 للسيدات، لكنها أعيد تصنيفها منذ ذلك الحين كرياضية من فئة T38. في 26 يوليو، أعلنت اللجنة البارالمبية البريطانية عن بقية أعضاء فريق العاب القوى البريطاني للمشاركة في ريو. اضطرت كلير هارفي، رامية القرص من فئة F55، للانسحاب من الفريق بسبب الإصابة.
رجال
سباقات
| الرياضي                                              | الأحداث                  | الجولة              | الجولة  | نصف النهائي | نصف النهائي | النهائي                        | النهائي       |
| الرياضي                                              | الأحداث                  | الزمن               | الترتيب | الزمن       | الترتيب     | الزمن                          | الترتيب       |
| ---------------------------------------------------- | ------------------------ | ------------------- | ------- | ----------- | ----------- | ------------------------------ | ------------- |
| غرايم بالارد                                         | 100 م T36                | —                   | —       | —           | —           | 12.84                          | 5             |
| باول بليك                                            | 400 م T36                | —                   | —       | —           | —           | 54.49 أفضل أداء شخصي في الموسم | الأول         |
| باول بليك                                            | 800 م T36                | —                   | —       | —           | —           | 2:09.65                        | الثاني        |
| دان برامال                                           | 100 م T33                | —                   | —       | —           | —           | 18.16                          | 4             |
| ميكي بوشل                                            | 100 م T53                | 15.04               | 2 تأهل  | —           | —           | 15.09                          | 6             |
| ميكي بوشل                                            | 400 م T53                | 54.02               | 5       | —           | —           | لم يتقدم                       | لم يتقدم      |
| ريتشارد شيسارو                                       | 100 م T54                | 14.83               | 3       | —           | —           | لم يتقدم                       | لم يتقدم      |
| ريتشارد شيسارو                                       | 400 م T54                | 46.98               | 2 ت     | —           | —           | 47.17                          | 4             |
| ريتشارد شيسارو                                       | 800 م T54                | 1:39.33             | 5       | —           | —           | لم يتقدم                       | لم يتقدم      |
| توبي غولد                                            | 100 م T33                | —                   | —       | —           | —           | 17.84                          | الثاني        |
| ديفيد هينسون                                         | 100 م T42                | 13.23               | 5       | —           | —           | لم يتأهل                       | لم يتأهل      |
| ديفيد هينسون                                         | 200 متر T42              | 25.26               | 3 Q     | —           | —           | 24.74                          | الثالث        |
| جوردن هاو                                            | 100 متر T35              | DSQ                 | DSQ     | —           | —           | لم يتأهل                       | لم يتأهل      |
| جوردن هاو                                            | 200 متر T35              | 27.61               | 3 Q     | —           | —           | 27.62                          | 7             |
| معتز جمني                                            | 100 متر T53              | 15.64               | 4       | —           | —           | لم يتقدم                       | لم يتقدم      |
| معتز جمني                                            | 400 متر T53              | 51.14               | 4 ت     | —           | —           | 51.53                          | 8             |
| معتز جمني                                            | 800 متر T53              | 1:46.23             | 6       | —           | —           | لم يتقدم                       | لم يتقدم      |
| ريس جونز                                             | 100 متر T37              | 11.77 الأفضل شخصياً  | 4 ت     | —           | —           | 11.94                          | 6             |
| سيمون لوسون                                          | ماراثون T54              | —                   | —       | —           | —           | 1:32:15                        | 14            |
| ستيفن موريس                                          | 1500 متر T20             | —                   | —       | —           | —           | 3:58.69                        | 6             |
| ستيفن أوسبورن                                        | 100 متر T51              | —                   | —       | —           | —           | 23.18                          | 6             |
| ستيفن أوسبورن                                        | 400 متر T51              | —                   | —       | —           | —           | 1:25.05                        | 5             |
| جوني بيكوك                                           | 100 متر T44              | 10.81 PR            | 1 Q     | —           | —           | 10.81 =PR                      | الأول         |
| ديريك راي                                            | ماراثون T46              | —                   | —       | —           | —           | DNF                            | DNF           |
| بن رولينغز                                           | 100 متر T34              | 17.30               | 5       | —           | —           | لم يتقدم                       | لم يتقدم      |
| بن رولينغز                                           | 800 متر T34              | 1:48.08             | 5       | —           | —           | لم يتقدم                       | لم يتقدم      |
| أندرو سمول                                           | 100 متر T33              | —                   | —       | —           | —           | 17.96 رقم شخصي                 | الثالث        |
| إسحاق تاورز                                          | 800 متر T34              | 1:47.75             | 4 تأهل  | —           | —           | 1:43.45 رقم شخصي               | 5             |
| ديفيد وير CBE                                        | 400 م T54                | 46.65               | 1 تأهل  | —           | —           | 47.30                          | 5             |
| ديفيد وير CBE                                        | 800 م T54                | 1:37.30             | 1 تأهل  | —           | —           | 1:35.20                        | 6             |
| ديفيد وير CBE                                        | 1500 م T54               | 3:06.28             | 2 تأهل  | —           | —           | 3:01.08                        | 4             |
| ديفيد وير CBE                                        | ماراثون T54              | —                   | —       | —           | —           | لم ينه السباق                  | لم ينه السباق |
| ريتشارد وايتهيد                                      | 100 م T42                | 12.38               | 2 تأهل  | —           | —           | 12.32                          | الثاني        |
| ريتشارد وايتهيد                                      | 200 م T42                | 23.07 أفضل رقم شخصي | 1 تأهل  | —           | —           | 23.39                          | الأول         |
| ريتشارد شيسارو معاذ جمني ناثان ماغواير ديفيد وير CBE | تتابع 4 × 400 متر T53–54 | 3:14.43             | 2       | —           | —           | لم يتأهل                       | لم يتأهل      |

المجال
| الرياضي              | الأحداث          | النتيجة  | الترتيب |
| -------------------- | ---------------- | -------- | ------- |
| جوناثان بروم إدواردز | الوثب العالي F44 | 2.10 SB  | الثاني  |
| ألد ديفيز            | رمي الجلة F42    | 15.97 PR | الأول   |
| كيرون ديوك           | رمي الجلة F41    | 11.41    | 5       |
| كيرون ديوك           | رمي الرمح F41    | 39.30 PB | 6       |
| دان جريفز            | رمي القرص F44    | 59.57    | الثالث  |
| ستيفن ميلر           | رمي النادي F32   | 31.93 SB | الثالث  |
| سام رودوك            | رمي الجلة F35    | 12.70    | 6       |
| كيريان تشيرنياوسكي   | رمي الجلة F33    | 8.49     | 5       |

نساء
مسار
| الرياضية                                        | الأحداث                  | التصفيات               | التصفيات | نصف النهائي | نصف النهائي | النهائي                 | النهائي  |
| الرياضية                                        | الأحداث                  | الوقت                  | الترتيب  | الوقت       | الترتيب     | الوقت                   | الترتيب  |
| ----------------------------------------------- | ------------------------ | ---------------------- | -------- | ----------- | ----------- | ----------------------- | -------- |
| كاري أدينيغان                                   | 100 متر T34              | —                      | —        | —           | —           | 18.29 PB                | الثاني   |
| كاري أدينيغان                                   | 400 متر T34              | —                      | —        | —           | —           | 1:01.67 PB              | الثالث   |
| كاري أدينيغان                                   | 800 متر T34              | —                      | —        | —           | —           | 2:02.47 PB              | الثالث   |
| أوليفيا برين                                    | 100 متر T38              | 13.35                  | 4 q      | —           | —           | 13.41                   | 7        |
| ليبي كليج (كريس كلارك – مرشد)                   | 100 متر T11              | 12.17                  | =1 Q     | 11.91 WR    | 1 Q         | 11.96                   | الأول    |
| ليبي كليج (كريس كلارك – مرشد)                   | 200 متر T11              | 25.90                  | 1 Q      | 25.24       | 1 Q         | 24.51 PR                | الأول    |
| هانا كوكروفت                                    | 100 متر T34              | —                      | —        | —           | —           | 17.42 PR                | الأول    |
| هانا كوكروفت                                    | 400 متر T34              | —                      | —        | —           | —           | 58.78 WR                | الأول    |
| هانا كوكروفت                                    | 800 متر T34              | —                      | —        | —           | —           | 2:00.62 SB              | الأول    |
| كيدينا كوكس                                     | 100 متر T38              | 12.98                  | 2 تأهيل  | —           | —           | 13.01                   | الثالث   |
| كيدينا كوكس                                     | 400 متر T38              | —                      | —        | —           | —           | 1:00.71 رقم قياسي عالمي | الأول    |
| صوفي هان                                        | 100 متر T38              | 12.62 رقم قياسي شخصي   | 1 تأهيل  | —           | —           | 12.62 رقم قياسي شخصي    | الأول    |
| جورجينا هيرميتاج                                | 100 متر T37              | 13.39 =رقم قياسي عالمي | 1 تأهيل  | —           | —           | 13.13 رقم قياسي عالمي   | الأول    |
| جورجينا هيرميتاج                                | 400 متر T37              | 1:03.44 رقم قياسي شخصي | 1 تأهيل  | —           | —           | 1:00.53 رقم قياسي عالمي | الأول    |
| جايد جونز                                       | 800 متر T54              | 1:53.61                | 4        | —           | —           | لم تتأهل                | لم تتأهل |
| جايد جونز                                       | 1500 متر T54             | 3:32.88                | 8        | —           | —           | لم تتأهل                | لم تتأهل |
| جايد جونز                                       | 5000 متر T54             | 12:17.83               | 7        | —           | —           | لم تتأهل                | لم تتأهل |
| صوفي كامليش                                     | 100 متر T44              | 12.93 WR               | 1 Q      | —           | —           | 13.16                   | 4        |
| سامنثا كينغهورن                                 | 100 م T53                | 17.01                  | 2 Q      | —           | —           | 17.13                   | 5        |
| سامنثا كينغهورن                                 | 400 م T53                | 56.76                  | 4 q      | —           | —           | DSQ                     | DSQ      |
| سامنثا كينغهورن                                 | 800 م T53                | 1:48.89                | 3 Q      | —           | —           | 1:49.51                 | 6        |
| ماريا لايلي                                     | 100 م T35                | —                      | —        | —           | —           | 14.41                   | الثالث   |
| ماريا لايلي                                     | 200 م T35                | —                      | —        | —           | —           | 29.35 SB                | الثالث   |
| بولي ماتون                                      | 100 م T47                | 12.98                  | 2 Q      | —           | —           | 13.09                   | 5        |
| ميل نيكولز                                      | 400 متر T34              | —                      | —        | —           | —           | DNS                     | DNS      |
| ميل نيكولز                                      | 800 متر T34              | —                      | —        | —           | —           | 2:13.59                 | 5        |
| جولي روجرز                                      | 100 متر T42              | 17.41                  | 5        | —           | —           | لم تتأهل                | لم تتأهل |
| لورا شوجر                                       | 100 متر T44              | 13.59                  | 3 q      | —           | —           | 13.37 PB                | 5        |
| لورا شوجر                                       | 200 متر T44              | 28.04 PB               | 3 Q      | —           | —           | 28.31                   | 5        |
| كارلي تايت                                      | 100 متر T34              | —                      | —        | —           | —           | 19.73                   | 6        |
| كدينا كوكس صوفي هان جورجينا هيرميتاج ماريا ليلي | تتابع 4 × 100 متر T35–38 | —                      | —        | —           | —           | 51.07                   | الثاني   |

المجال
| الرياضي        | الأحداث          | النتيجة                        | الترتيب |
| -------------- | ---------------- | ------------------------------ | ------- |
| هولي أرنولد    | رمي الرمح F46    | 43.01 رقم قياسي عالمي          | الأول   |
| أوليفيا برين   | الوثب الطويل T38 | 3.99                           | 12      |
| جوانا باترفيلد | رمي الهراوة F51  | 22.81 رقم قياسي عالمي          | الأول   |
| جوانا باترفيلد | رمي القرص F51    | 9.40 أفضل رقم شخصي لهذا الموسم | 5       |
| فانيسا داوبري  | دفع الجلة F34    | 7.27                           | 5       |
| سابرينا فورتشن | دفع الجلة F20    | 12.94 أفضل رقم شخصي            | الثالث  |
| كيلي غرايمز    | رمي الهراوة F51  | 18.75                          | 4       |
| آبي هنسيت      | رمي الهراوة F32  | 19.00                          | 4       |
| بيفيرلي جونز   | رمي القرص F38    | 28.53                          | 5       |
| بولي ماتون     | القفز الطويل T47 | 5.10                           | 7       |
| هولي نيل       | رمي القرص F41    | 23.13                          | 8       |
| جيما بريسكوت   | رمي العصا F32    | 19.77                          | الثالث  |
| ستيفاني ريد    | القفز الطويل T44 | 5.64                           | الثاني  |

## بوكيا
حققت بريطانيا العظمى التأهل في فئة BC1/2 من خلال الفوز بالميدالية الذهبية في بطولة الفرق والأزواج الأوروبية 2015. ضمنت بريطانيا العظمى التأهل إلى ريو في فئات أزواج BC3 وBC4 بإنهاء البطولة بين الدول الأربع الأولى التي لم تتأهل مسبقًا عندما تم الإعلان عن تصنيفات العالم النهائية لـ BISFed في نهاية أبريل 2016. ومع فوز بريطانيا العظمى بحصص في جميع الأحداث، يجب أن تضم الفريق على الأقل متنافستين عبر التشكيلات الثلاثة للفريق. في 15 يوليو 2016، أعلنت الجمعية البارالمبية البريطانية عن أسماء عشرة رياضيين سيمثلون فريق GB في ريو.
فردي
المفتاح – CP = شريك المنافسة
| الرياضي                          | الفعالية                | مباريات المجموعات                  | مباريات المجموعات                | مباريات المجموعات              | مباريات المجموعات | ربع النهائي                    | نصف النهائي                   | النهائي / BM             | النهائي / BM |
| الرياضي                          | الفعالية                | المنافس النتيجة                    | المنافس النتيجة                  | المنافس النتيجة                | الترتيب           | المنافس النتيجة                | المنافس النتيجة               | المنافس النتيجة          | الترتيب      |
| -------------------------------- | ----------------------- | ---------------------------------- | -------------------------------- | ------------------------------ | ----------------- | ------------------------------ | ----------------------------- | ------------------------ | ------------ |
| دايفيد سميث (مساعد – سارة نولان) | فردي مختلط BC1          | ناجي (سلوفاكيا) · فوز 13–0         | تشانغ (الصين) · فوز 4–2          | ماركيز (البرتغال) · خسارة 3–9  | 2 تأهل            | تادتونغ (تايلاند) · فوز 4–4    | يو (كوريا الجنوبية) · فوز 5–3 | بيريز (هولندا) · فوز 5–0 | الأول        |
| نايجيل موراي                     | فردي مختلط BC2          | مارتين (إسبانيا) · خسارة 2–8       | فونجسا (تايلاند) · خسارة 1–8     | —                              | 3                 | لم يتقدم                       | لم يتقدم                      | لم يتقدم                 | لم يتقدم     |
| جوشوا رو                         | فردي مختلط BC2          | ساينجامبا (تايلاند) · خسارة 0–10   | غونكالفيس (البرتغال) · خسارة 2–7 | —                              | 3                 | لم يتقدم                       | لم يتقدم                      | لم يتقدم                 | لم يتقدم     |
| جيمي مكوان (مساعد – ليندا مكوان) | فردي مختلط BC3          | بوليكرونيديس (اليونان) · خسارة 1–9 | ميشيل (أستراليا) · خسارة 2–3     | —                              | 3                 | لم يتقدم                       | لم يتقدم                      | لم يتقدم                 | لم يتقدم     |
| سكوت مككاون (CP – غاري مككاون)   | فردي مختلط BC3          | طه (سنغافورة) · فاز 3–2            | جيونغ (كوريا الجنوبية) · خسر 1–7 | —                              | 2                 | لم يتقدم                       | لم يتقدم                      | لم يتقدم                 | لم يتقدم     |
| باتريك ويلسون (CP – كيم سميث)    | فردي مختلط BC3          | بيكسوتو (البرتغال) · فاز 4–2       | تاكاهاشي (اليابان) · فاز 5–3     | —                              | 1 Q               | كيم (كوريا الجنوبية) · خسر 3–4 | لم يتقدم                      | لم يتقدم                 | لم يتقدم     |
| ستيفن ماغواير                    | منافسة فردية مختلطة BC4 | كلارا (البرتغال) · فاز 4–3         | لاو (هونغ كونغ) · فاز 7–5        | بينتو (البرازيل) · خسر 2–6     | 1 Q               | ليانغ (هونغ كونغ) · خسر 2–4    | لم يتقدم                      | لم يتقدم                 | لم يتقدم     |
| كيريان ستير                      | منافسة فردية مختلطة BC4 | دوس سانتوس (البرازيل) · خسر 0–10   | لاربيين (تايلاند) · خسر 0–5      | أندريجسيك (سلوفاكيا) · خسر 3–9 | 4                 | لم يتقدم                       | لم يتقدم                      | لم يتقدم                 | لم يتقدم     |

الأزواج والفرق
| الرياضي                                                                                 | الحدث            | مباريات المجموعة           | مباريات المجموعة           | مباريات المجموعة          | مباريات المجموعة | ربع النهائي                | نصف النهائي                | النهائي / BM              | النهائي / BM |
| الرياضي                                                                                 | الحدث            | المنافس النتيجة            | المنافس النتيجة            | المنافس النتيجة           | التصنيف          | المنافس النتيجة            | المنافس النتيجة            | المنافس النتيجة           | التصنيف      |
| --------------------------------------------------------------------------------------- | ---------------- | -------------------------- | -------------------------- | ------------------------- | ---------------- | -------------------------- | -------------------------- | ------------------------- | ------------ |
| دايفيد سميث نايجيل موراي جوشوا رو كلير تاجارت                                           | فريق مختلط BC1-2 | هولندا (NED) · فوز 11–2    | اليابان (JPN) · خسارة 4–10 | —                         | 2 تأهل           | تايلاند (THA) · خسارة 0–11 | لم يتأهل                   | لم يتأهل                  | لم يتأهل     |
| جيمي مكوان (CP – ليندا مكوان) سكوت مكوان (CP – جاري مكوان) باتريك ويلسون (CP- كيم سميث) | زوج مختلط B3     | البرتغال (POR) · خسارة 3–4 | اليونان (GRE) · خسارة 1–4  | سنغافورة (SIN) · فوز 3–1  | 4                | —                          | لم يتأهل                   | لم يتأهل                  | لم يتأهل     |
| إيفي إدواردز ستيفين ماغواير كيران ستير                                                  | زوج مختلط B4     | سلوفاكيا (SVK) · فوز 4–2   | البرتغال (POR) · فوز 10–4  | هونغ كونغ (HKG) · فوز 2–2 | 1 تأهل           | —                          | البرازيل (BRA) · خسارة 2–4 | تايلاند (THA) · خسارة 2–3 | 4            |

## الدراجات
حصلت بريطانيا العظمى على حصة تأهيلية في أحداث الرجال والنساء في ريو بعدما احتلت المركز السابع في فئة الرجال والمركز الثاني في فئة النساء في قوائم تصنيف اللجنة البارالمبية الوطنية الاتحاد الدولي للدراجات للدراجات البارالمبية للدول الأوروبية حتى 31 ديسمبر 2014. تم الحصول على حصص إضافية من نقاط التصنيف العالمي في أبريل 2016. في 17 يونيو 2016، أعلنت الجمعية البارالمبية البريطانية عن فريق مكون من أحد عشر دراجًا وأربعة مرشدين.
في 1 أغسطس، تم الإعلان عن آخر اثنين من راكبي الدراجات - البارالمبية المتعددة كادينا كوكس، التي تسعى لتكون أول بارالمبية بريطانية تشارك في لعبتين في نفس الألعاب منذ عام 1992 وأول من يفوز بميداليات في لعبتين منذ إيزابيل نيوستيد () (في ألعاب القوى وإطلاق النار) عام 1988، تمت إضافتها إلى فريق الدراجات لكل من سباقات المضمار والطرقات، بعدما تم تسميتها بالفعل في فريق ألعاب القوى، وأضيف لويس رولف إلى فريق المضمار.
في 24 أغسطس، صدرت ثلاثة إعلانات استثنائية أخرى بعد قرار اللجنة البارالمبية الدولية، الذي أيدته محكمة التحكيم الرياضي، باستبعاد روسيا من الألعاب البارالمبية 2016 نتيجة لبرنامج تعاطي المنشطات الذي ترعاه الدولة والذي تم الكشف عنه في تقرير مكلارين. وقد أعلنت البارالمبية البريطانية عن سبعة رياضيين جدد ورثوا الأماكن الشاغرة التي تركها الفريق الروسي، من بينهم راكبو الدراجات كريستال لان، جيمس بول والطيار الخاص به، الأولمبي السابق كريغ ماكلين .

### الطريق
| الرياضي                                 | الحدث                        | الوقت    | الترتيب |
| --------------------------------------- | ---------------------------- | -------- | ------- |
| جيمس بول (كريغ ماكلين – الطيار)         | سباق ضد الزمن للرجال B       | DNF      | DNF     |
| ستيفن بيت (دراج) (آدم داغلباي – الطيار) | سباق الطريق للرجال B         | 2:27:03  | الثالث  |
| ستيفن بيت (دراج) (آدم داغلباي – الطيار) | سباق ضد الزمن للرجال B       | 34:35.33 | الأول   |
| كيدينا كوكس                             | سباق الطريق للسيدات C4–5     | DNS      | DNS     |
| كارين دارك                              | سباق الطريق للسيدات H1–4     | DNF      | DNF     |
| كارين دارك                              | سباق ضد الزمن للسيدات H1–3   | 33:44.93 | الأول   |
| هانا داينز                              | سباق الطريق للسيدات T1–2     | 1:09:03  | 5       |
| هانا داينز                              | السباق ضد الزمن للسيدات T1–2 | 28:51.20 | 5       |
| نيل فاشي (بيتر ميتشيل – الطيار)         | سباق الطريق للرجال B         | DNF      | DNF     |
| ميجان جيجليا                            | سباق الطريق للسيدات C1–3     | 1:30:40  | 7       |
| ميجان جيجليا                            | السباق ضد الزمن للسيدات C1–3 | 31:44.56 | 6       |
| كريستال لان                             | سباق الطريق للسيدات C4–5     | 2:21:58  | الثالث  |
| كريستال لان                             | سباق الوقت للسيدات C5        | 29:37.23 | 4       |
| لويس رولف                               | سباق الوقت للرجال C2         | 29:12.16 | 7       |
| ديفيد ستون                              | سباق الطريق للرجال T1–2      | 51:00    | الثاني  |
| ديفيد ستون                              | سباق الوقت للرجال T1–2       | 24:42.25 | الثالث  |
| سارة ستوري                              | سباق الطريق للسيدات C4–5     | 2:15:42  | الأول   |
| سارة ستوري                              | سباق الوقت للسيدات C5        | 27:22.42 | الأول   |
| لورا تيرنهام (كورين هول – طيار)         | سباق الطريق للسيدات فئة B    | 2:01:16  | 4       |
| لورا تيرنهام (كورين هول – طيار)         | سباق الزمن للسيدات فئة B     | 39:33.81 | الثالث  |

### المسار
| الرياضي                               | الحدث                         | التصفيات    | التصفيات | النهائي                                       | النهائي |
| الرياضي                               | الحدث                         | الوقت       | الترتيب  | وقت الخصم الوقت                               | الترتيب |
| ------------------------------------- | ----------------------------- | ----------- | -------- | --------------------------------------------- | ------- |
| جيمس بول (كريغ ماكلين – طيار)         | سباق 1000 م زمني للرجال B     | —           | —        | 1:02.316                                      | 5       |
| ستيفن بيت (دراج) (آدم دوجلباي – طيار) | سباق المطاردة الفردي للرجال B | 4:08.146 WR | 1 Q      | تيرشور / · فرانزن(p) (هولندا) · W 4:08.631    | الأول   |
| جون-آلان باتروورث                     | سباق 1000 م زمني للرجال C4–5  | —           | —        | 1:04.733                                      | 4       |
| كادينا كوكس                           | سباق 500 م زمني للسيدات C4–5  | —           | —        | 34.598 WR                                     | الأول   |
| جودي كوندي                            | سباق 1000 م زمني للرجال C4–5  | —           | —        | 1:02.473 PR                                   | الأول   |
| نيل فاشي (بيتر ميتشيل – طيار)         | الرجال 1000 م سباق الزمن B    | —           | —        | 1:00.241                                      | الثاني  |
| ميغان جيجليا                          | السيدات المطاردة الفردية C1–3 | 4:03.544 WR | 1 Q      | ويتيمور (الولايات المتحدة) · W OVL            | الأول   |
| ميغان جيجليا                          | السيدات 500 م سباق الزمن C1–3 | —           | —        | 41.252 WR                                     | 5       |
| كريستال لان                           | السيدات المطاردة الفردية C5   | 3:48.802    | 2 Q      | ستوري (بريطانيا العظمى) · L OVL               | الثاني  |
| كريستال لان                           | السيدات 500 م سباق الزمن C4–5 | —           | —        | 37.346                                        | 5       |
| لويس رولف                             | الرجال المطاردة الفردية C2    | 3:49.908    | 4 Q      | جالفيس بسيرا (كولومبيا) · W 3:47.951          | الثالث  |
| لويس رولف                             | الرجال 1000 م سباق الزمن C1–3 | —           | —        | 1:10.582                                      | 6       |
| السيدة سارة ستوري                     | المطاردة الفردية للسيدات C5   | 3:31.394 WR | 1 Q      | لان (بريطانيا العظمى) · ف OVL                 | الأول   |
| السيدة سارة ستوري                     | سباق الزمن 500 م للسيدات C4–5 | —           | —        | 37.068                                        | 4       |
| صوفي ثورنهيل (هيلين سكوت – قائدة)     | المطاردة الفردية للسيدات ب    | 3:32.609    | 3 Q      | كاميرون / · فان كامبن (ق) (نيوزيلندا) · ف OVL | الثالث  |
| صوفي ثورنهيل (هيلين سكوت – قائدة)     | سباق الزمن 1000 م للسيدات ب   | —           | —        | 1:06.283 PR                                   | الأول   |
| لورا تورنهام (كورين هول – قائدة)      | المطاردة الفردية للسيدات ب    | 3:27.460 PR | 1 Q      | فوي / · تومسون (ق) (نيوزيلندا) · ف 3:28.050   | الأول   |
| جون ألان باتروورث جودي كندي لويس رولف | سباق الفريق المختلط           | 49.060 WR   | 1 Q      | الصين (CHN) · ف 48.635 WR                     | الأول   |

سباق الزمن 500 متر للسيدات C1-3 هو حدث محسوب. رغم انتهائها في المركز الخامس بعد الحساب، يتم الاعتراف بوقت ميغان جيغليا كرقم قياسي عالمي في تصنيفها.

## الفروسية
كانت بريطانيا العظمى واحدة من ثلاث دول تأهلت لفريق في رياضة الترويض بفضل نتائجها في الألعاب العالمية للفروسية لعام 2014، حيث فاز لي بيرسون، صوفي كريستيانسن، صوفي ويلز و ناتاشا بيكر بالميدالية الذهبية في منافسات الفرق. في 8 مارس 2016، أكد الاتحاد الدولي للفروسية أن بريطانيا العظمى قد حصلت على حصة إضافية في مسابقة الترويض الفردي. تم الإعلان عن الفرسان الخمسة الذين اختارتهم رابطة الألعاب البارالمبية البريطانية لتمثيل بريطانيا في ريو في 14 يوليو.
فردي
| الرياضي         | الجواد          | الحدث                                       | الإجمالي | الإجمالي |
| الرياضي         | الجواد          | الحدث                                       | النتيجة  | الترتيب  |
| --------------- | --------------- | ------------------------------------------- | -------- | -------- |
| ناتاشا بيكر     | كابيرال         | اختبار البطولة الفردي الدرجة الثانية        | 73.400   | الأول    |
| ناتاشا بيكر     | كابيرال         | اختبار الفروسية الفردي الحر الدرجة الثانية  | 77.900   | الأول    |
| سوفي كريستيانسن | أثينا لينديبيرغ | اختبار البطولة الفردي الدرجة الأولى أ       | 78.217   | الأول    |
| سوفي كريستيانسن | أثينا لينديبيرغ | اختبار الفروسية الفردي الحر الدرجة الأولى أ | 79.700   | الأول    |
| آن دونام        | لوكاس نورمارك   | اختبار البطولة الفردي الدرجة الأولى أ       | 74.348   | الثاني   |
| آن دونام        | لوكاس نورمارك   | اختبار الفروسية الفردي الحر الدرجة الأولى أ | 76.050   | الثاني   |
| لي بيرسون CBE   | زيون            | اختبار البطولة الفردي الدرجة Ib             | 74.103   | الثاني   |
| لي بيرسون CBE   | زيون            | اختبار الفروسية الفردي الحر الدرجة Ib       | 77.400   | الأول    |
| صوفي ويلز       | فاليريوس        | اختبار البطولة الفردي الدرجة IV             | 74.857   | الأول    |
| صوفي ويلز       | فاليريوس        | اختبار الفروسية الفردي الحر الدرجة IV       | 76.150   | الثاني   |

الفريق
| الرياضي         | الحصان     | الحدث  | النتيجة الفردية | النتيجة الفردية | النتيجة الفردية | الإجمالي | الإجمالي |
| الرياضي         | الحصان     | الحدث  | TT              | CT              | المجموع         | النتيجة  | الترتيب  |
| --------------- | ---------- | ------ | --------------- | --------------- | --------------- | -------- | -------- |
| سوفي كريستيانسن | انظر أعلاه | الفريق | 77.522          | 78.217          | 155.739*        | 453.306  | الأول    |
| آن دنهم         | انظر أعلاه | الفريق | 73.957          | 74.348          | 148.305*        | 453.306  | الأول    |
| صوفي ويلز       | انظر أعلاه | الفريق | 74.405          | 74.857          | 149.262*        | 453.306  | الأول    |
| ناتاشا بيكر     | انظر أعلاه | الفريق | 71.882          | 73.400          | 145.282         | 453.306  | الأول    |

* يشير إلى أفضل ثلاث نتائج فردية التي تُحتسب ضمن إجمالي الفريق.
على الرغم من عدم مشاركته في حدث الفرق، قام Lee Pearson CBE بالركوب كفرد في اختبار الفريق للدرجة Ib، محققاً المركز الأول بنتيجة 75.280.

## كرة القدم سبعة ضد سبعة

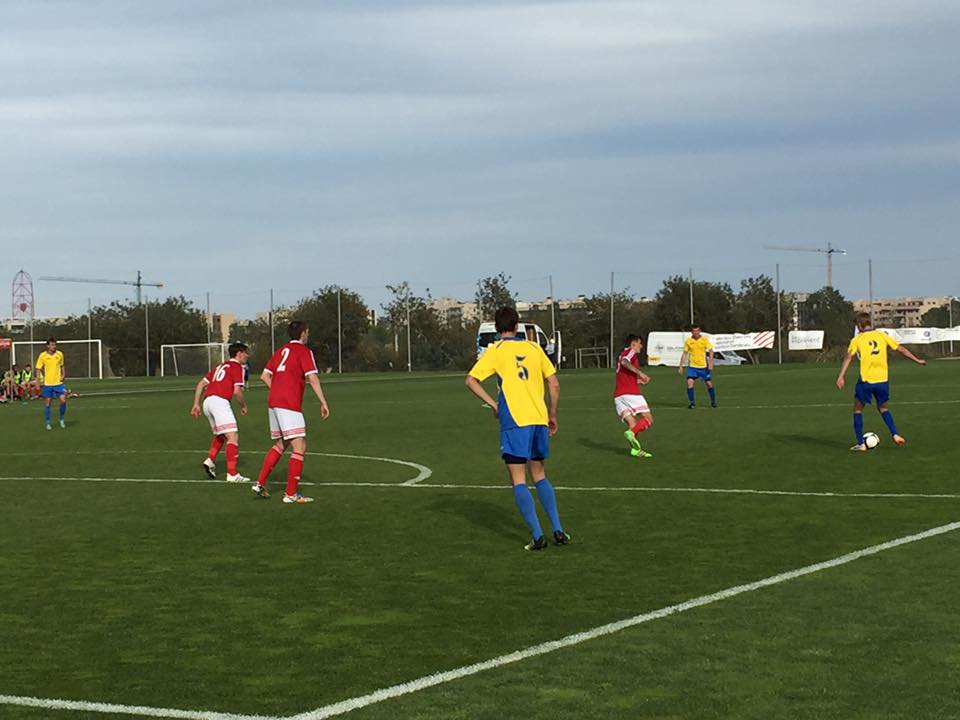
بريطانيا العظمى تواجه أوكرانيا في بطولة IFCPF التحضيرية للألعاب البارالمبية في سالو 2016، وهو آخر بطولة تحضيرية رئيسية قبل ألعاب ريو.

تأهلت بريطانيا العظمى إلى ريو بعد حصولها على المركز الخامس في بطولة العالم لكرة القدم لذوي الشلل الدماغي 2015.
تم إجراء قرعة البطولة في 6 مايو خلال بطولة ما قبل الألعاب البارالمبية 2016 في سالو (إسبانيا)، إسبانيا. ووقعت بريطانيا العظمى في المجموعة أ مع أوكرانيا، البرازيل وأيرلندا. البطولات التي أجريت فيها القرعة ضمت 7 من الفرق الثمانية المشاركة في ريو. كانت هذه البطولة آخر حدث تحضيري كبير قبيل ألعاب ريو لجميع الفرق المشاركة. احتلت بريطانيا العظمى المركز الرابع، بعد خسارتها 2 – 3 أمام هولندا في مباراة تحديد المركز الثالث.
مع اقتراب ألعاب ريو، كانت إنجلترا في المرتبة السابعة عالميًا، بينما كانت اسكتلندا في المرتبة التاسعة، وأيرلندا الشمالية في المرتبة الثالثة عشرة، وويلز لم تكن مصنفة. لم يكن هناك تصنيف لفريق بريطانيا العظمى. في 13 يونيو 2016، أعلنت الرابطة البريطانية للألعاب البارالمبية عن اختيار أربعة عشر عضوًا ضمن الفريق البريطاني لكرة القدم 7-آ-جانب. وكان من بين الفريق عدة لاعبين من اسكتلندا. هؤلاء كانوا اللاعبين المصنفين FT7 وهم مارتن هيكمان وجوناثان باترسون وديفيد بورشير.
| قائمة الفريق | مرحلة المجموعات      | مرحلة المجموعات      | مرحلة المجموعات         | مرحلة المجموعات | نصف النهائي     | النهائي                         | النهائي |
| قائمة الفريق | المنافس النتيجة      | المنافس النتيجة      | المنافس النتيجة         | التصنيف         | المنافس النتيجة | المنافس النتيجة                 | التصنيف |
| --- | -------------------- | -------------------- | ----------------------- | --------------- | --------------- | ------------------------------- | ------- |
| مايكل باركر، جيمس بلاكويل، مات كروسن، مارتن هيكمان، شون هايدال، ليام آيرونز، ريان كاي، ديفيد ليفي، جايلز مور، أولي نوجنت، جوناثان باترسون، ديفيد بورشير، إيميل رودير، جاك روتير | البرازيل · خسارة 1–2 | أوكرانيا · خسارة 1–2 | جزيرة أيرلندا · فوز 5–1 | 3               | لم يتأهل        | تصنيف 5–6 · الأرجنتين · فوز 2–0 | 5       |

مرحلة المجموعات
كرة القدم سبعة ضد سبعة في الألعاب البارالمبية الصيفية 2016
كرة القدم سبعة ضد سبعة في الألعاب البارالمبية الصيفية 2016
كرة القدم سبعة ضد سبعة في الألعاب البارالمبية الصيفية 2016
تصنيف 5–6
كرة القدم سبعة ضد سبعة في الألعاب البارالمبية الصيفية 2016

## الجودو
في 11 فبراير 2016، أعلنت الجمعية البارالمبية البريطانية أسماء أربعة جودوكاس تم اختيارهم لملء الحصص التي ضمنت لها بريطانيا العظمى في ريو2016. تم إضافة خامس في 24 أغسطس 2016 بعد استبعاد الرياضيين الروس بسبب تعاطي المنشطات برعاية الدولة.
| الرياضي       | الحدث         | الجولات التمهيدية            | ربع النهائي                    | نصف النهائي                       | الإعادة الجولة الأولى          | الإعادة النهائي                 | النهائي / BM                        | النهائي / BM |
| الرياضي       | الحدث         | المعارضة النتيجة             | المعارضة النتيجة               | المعارضة النتيجة                  | المعارضة النتيجة               | المعارضة النتيجة                | المعارضة النتيجة                    | الترتيب      |
| ------------- | ------------- | ---------------------------- | ------------------------------ | --------------------------------- | ------------------------------ | ------------------------------- | ----------------------------------- | ------------ |
| جوناثان درين  | رجال −81 كجم  | خليلوف (أوزبكستان) · ف 0–0s3 | جونارد (فرنسا) · ف 2s2–0       | لي (كوريا الجنوبية) · خ 0s3–100s1 | —                              | —                               | سافاروف (أذربيجان) · خ 0s3–100s2    | 5            |
| سام إنجرام    | رجال −90 كجم  | وداع                         | هيريزويلو (كوبا) · خ 1s3–100s1 | لم يتقدم                          | هيروسي (اليابان) · ف 100s1–0s4 | دا سيلفا (البرازيل) · ف 100–0s1 | كروكيت (الولايات المتحدة) · خ 0s1–2 | 5            |
| كريس سكلي     | رجال −100 كجم | وداع                         | تينوريو (البرازيل) · خ 0s3–0s2 | لم يتقدم                          | أوبمان (ألمانيا) · ف 100s1–0s1 | بولكباسي (تركيا) · ف 0s1–0s2    | ساسرت (كوبا) · خ 0s1–3              | 5            |
| جاك هودجسون   | رجال +100 كجم | وداع                         | ماساكي (اليابان) · خ 0–101s1   | لم يتقدم                          | حيران (تركيا) · ف 100s1–0      | زاكييف (أذربيجان) · خ 0–1s1     | لم يتقدم                            | لم يتقدم     |
| ناتالي غرينهو | نساء −70 كجم  | —                            | مارتينز (البرازيل) · خ 0s2–101 | لم يتقدم                          | —                              | برسكوفيتش (كرواتيا) · خ 0–101   | لم يتقدم                            | لم يتقدم     |

## التجديف البارالمبي
حصلت بريطانيا العظمى على أربع حصص في بطولة العالم للكانو السريع التابعة للاتحاد الدولي لعام 2015 حيث كان التجديف البارالمبي جزءًا من البرنامج. وحصلت بريطانيا على حصص إضافية في فئتي KL1 وKL2 للرجال في بطولة العالم للتجديف البارالمبي السريع التابعة للاتحاد الدولي لعام 2016، مما أعطاها تمثيلًا في جميع الأحداث الست في الألعاب في ريو. تم الإعلان عن الفريق المكون من ستة رياضيين في يونيو 2016، ويشمل جانيت تشيبينغتون التي فازت باثني عشر ميدالية بارالمبية في السباحة في الألعاب السابقة، وإيما ويغز التي شاركت في رياضة الكرة الطائرة جلوس في عام 2012، ونك بيتون الذي شارك في التجديف عام 2012.
| الرياضي         | الحدث           | التصفيات | التصفيات    | نصف النهائي | نصف النهائي | النهائي                              | النهائي |
| الرياضي         | الحدث           | الوقت    | التصنيف     | الوقت       | التصنيف     | الوقت                                | التصنيف |
| --------------- | --------------- | -------- | ----------- | ----------- | ----------- | ------------------------------------ | ------- |
| إيان مارسدن     | رجال KL1        | 52.311   | 1 FA        | وداع        | وداع        | 51.220                               | الثالث  |
| نيك بيتون       | رجال KL2        | 45.970   | 2 FA        | وداع        | وداع        | 44.936                               | الثالث  |
| روبرت أوليفر    | رجال KL3        | 44.368   | 3 SF        | 42.852      | 1 FA        | 42.410                               | 5       |
| جانت تشيبينجتون | سيدات KL1       | 58.676   | 1 FA        | وداع        | وداع        | 58.760                               | الأول   |
| إيما ويجز       | سيدات KL2       | 54.519   | 1 نصف نهائي | وداعاً       | وداعاً       | 53.288 الأفضل في الألعاب البارالمبية | الأول   |
| آن ديكنز        | كايك النساء KL3 | 53.591   | 1 نصف نهائي | وداعاً       | وداعاً       | 51.348 الأفضل في الألعاب البارالمبية | الأول   |

الأسطورة: نصف نهائي = التأهل إلى النهائي (ميدالية)؛ نصف نهائي = التأهل إلى نصف النهائي. الأفضل في الألعاب البارالمبية = أفضل وقت بارالمبي.

## الترياتلون لذوي الاحتياجات الخاصة
ضمن الفريق البريطاني حصة في تصنيف السيدات PT4 في بطولة العالم للترياتلون لذوي الاحتياجات الخاصة 2015 التي نظمتها الاتحاد الدولي للترياتلون. في مارس 2016، استوفت كل من لورين ستيدمان وأليسون باتريك معايير التأهل التلقائي التي وضعتها ترياتلون بريطانيا من خلال الفوز بالميداليات الذهبية في حدث عالمي أقيم في جنوب إفريقيا. لا يزال يجب التأكيد على اختيارهم من قبل الجمعية البارالمبية البريطانية في يونيو عندما سيتم أيضًا اختيار الأعضاء الآخرين في فريق الترياتلون لذوي الاحتياجات الخاصة. في 15 يوليو 2016، أعلنت الجمعية البارالمبية البريطانية عن اختيار أحد عشر رياضيًا للتنافس في أول مسابقة ترياتلون بارالمبية أولمبية في ريو.
| الرياضي                             | الحدث       | السباحة | الانتقال 1 | الدراجة | الانتقال 2 | الجري | الوقت الكلي | الترتيب |
| ----------------------------------- | ----------- | ------- | ---------- | ------- | ---------- | ----- | ----------- | ------- |
| فيل هوغ                             | رجال PT1    | 11:55   | 1:34       | 40:30   | 1:00       | 13:21 | 1:08:20     | 8       |
| جو تاونسند                          | رجال PT1    | 14:47   | 1:07       | 36:21   | 0:39       | 11:49 | 1:04:43     | 6       |
| أندي لويس                           | رجال PT2    | 10:57   | 1:54       | 36:58   | 1:13       | 20:47 | 1:11:49     | الأول   |
| ريان تايلور                         | رجال PT2    | 14:26   | 1:39       | 36:28   | 1:07       | 20:40 | 1:14:20     | 6       |
| ديفيد هيل                           | رجال PT4    | 11:04   | 1:22       | 35:24   | 0:45       | 20:03 | 1:08:38     | 10      |
| جورج بيسجود                         | رجال PT4    | 9:41    | 1:07       | 33:33   | 0:37       | 21:10 | 1:06:08     | 7       |
| كلير كانينغهام                      | سيدات PT4   | 12:08   | 1:31       | 41:28   | 1:01       | 22:54 | 1:19:02     | 7       |
| في مكليلاند                         | سيدات PT4   | 12:42   | 1:28       | 38:52   | 0:51       | 21:15 | 1:15:08     | 4       |
| لورين ستيدمان                       | سيدات PT4   | 11:12   | 1:20       | 36:44   | 0:45       | 21:42 | 1:11:43     | الثاني  |
| أليسون باتريك (المرشدة – هيزل سميث) | السيدات PT5 | 12:01   | 1:29       | 34:01   | 0:54       | 21:07 | 1:13:20     | الثاني  |
| ميليسا ريد (المرشدة – نيكول والترز) | السيدات PT5 | 12:05   | 1:31       | 33:34   | 0:51       | 22:18 | 1:14:07     | الثالث  |

لورين ستيدمان شاركت في اختبار حدث ريو، فازت في فئة PT4 بزمن 1:08:46.

## القوة البدنية
حصلت بريطانيا العظمى على أربع حصص لريو 2016. في 18 أبريل 2016، أعلنت الجمعية البارالمبية البريطانية عن اختيار أربعة من رافعي الأثقال لتمثيل بريطانيا العظمى في ريو.
| الرياضي           | المسابقة        | الوزن الكلي المرفوع | الترتيب |
| ----------------- | --------------- | ------------------- | ------- |
| زوي نيوسون        | السيدات −45 كجم | 102                 | الثالث  |
| ناتالي بليك       | السيدات −55 كجم | 93                  | 6       |
| علي جواد (لبناني) | رجال −59 كغ     | 190                 | الثاني  |
| ميكي يول          | رجال −65 كغ     | 180                 | 6       |

## التجديف
ضمنت بريطانيا العظمى التأهل في جميع الفئات البارالمبية الأربعة في بطولة العالم للتجديف 2015. في 30 يونيو 2016، أعلنت الجمعية البارالمبية البريطانية عن تشكيلة فريق التجديف البريطاني المختار لريو.
| الرياضي (الرياضيون)                                            | الحدث                   | الجولات    | الجولات | التصفيات الإضافية | التصفيات الإضافية | النهائي    | النهائي |
| الرياضي (الرياضيون)                                            | الحدث                   | الزمن      | الترتيب | الزمن             | الترتيب           | الزمن      | الترتيب |
| -------------------------------------------------------------- | ----------------------- | ---------- | ------- | ----------------- | ----------------- | ---------- | ------- |
| توم أغار                                                       | الفردي للرجال           | 4:50.99    | 2 R     | 4:56.17           | 1 FA              | 4:50.90    | الثالث  |
| ريتشل موريس                                                    | الفردي للسيدات          | 5:32.15    | 1 FA    | اعفاء             | اعفاء             | 5:13.69 PB | الأول   |
| لورين رولز لورانس وايتلي                                       | الزوجي المختلط          | 3:52.16 WB | 1 FA    | اعفاء             | اعفاء             | 3:55.28    | الأول   |
| غريس كلوف دانيال براون بام ريلف جيمس فوكس أوليفر جيمس (الموجه) | المختلط الأربعة مع موجه | 3:25.08    | 1 FA    | اعفاء             | اعفاء             | 3:17.17    | الأول   |

الأسطورة: FA = النهائي أ (ميدالية)؛ FB = النهائي ب (بدون ميدالية)؛ R = التصفيات. WB = أفضل زمن عالمي، PB = أفضل زمن بارالمبي.

## الإبحار
منتخب بريطانيا العظمى تمكن من التأهل في جميع الفئات الثلاث لرياضة الإبحار في الألعاب البارالمبية، وذلك بفضل نتائجه في بطولة العالم للإبحار لذوي الإعاقة لعام 2014، التي أُقيمت في هاليفاكس بمقاطعة نوفا سكوشا في كندا. ضمنت الفائزة بالميدالية الذهبية في الألعاب البارالمبية الصيفية 2012 هيلينا لوكاس مكانًا لبريطانيا في حدث 2.4mR بفوزها بميدالية فضية في البطولة؛ فازت ألكساندرا ريكهام ونيكي بيريلي بالميدالية الفضية لتأهيل قارب في فئة SKUD 18، وتأهل أيضًا طاقم للمشاركة في فئة الصونار لثلاثة أشخاص. في 28 أبريل 2015، أصبحت هيلينا لوكاس أول رياضية بريطانية يتم اختيارها للمشاركة في الألعاب الأولمبية أو البارالمبية في ريو عندما تم اختيارها لتمثيل بريطانيا العظمى في فئة الإبحار 2.4mR. في 1 مارس 2016، أعلن فريق بارالمبياد بريطانيا عن اختيار خمسة بحارة لتمثيل بريطانيا العظمى في فئتي SKUD والصونار في ريو.
| الرياضي                              | الحدث                              | السباق | السباق | السباق | السباق | السباق | السباق | السباق | السباق | السباق | السباق | السباق | إجمالي النقاط | الترتيب |
| الرياضي                              | الحدث                              | 1      | 2      | 3      | 4      | 5      | 6      | 7      | 8      | 9      | 10     | 11     | إجمالي النقاط | الترتيب |
| ------------------------------------ | ---------------------------------- | ------ | ------ | ------ | ------ | ------ | ------ | ------ | ------ | ------ | ------ | ------ | ------------- | ------- |
| هيلينا لوكاس                         | 2.4 مR – قارب كيلي لشخص واحد       | 1      | 2      | 4      | 17     | 3      | 1      | 4      | 2      | 3      | 5      | 13     | 38            | الثالث  |
| أليكس ريكهام نيكي بيريل              | SKUD 18 – قارب ذو عارضة لشخصين     | 4      | 3      | 4      | 2      | 1      | 12     | 5      | 4      | 4      | 5      | 4      | 36            | الثالث  |
| جون روبرتسون ستيفن توماس هانا ستوديل | سونار – قارب ذو عارضة لثلاثة أشخاص | 11     | 9      | 14     | 1      | 1      | 1      | 15     | 6      | 8      | 10     | 3      | 64            | 9       |

## إطلاق النار
حققت بريطانيا ثلاث بطاقات تأهيلية في بطولة العالم للرماية حسب فئات الإعاقة 2014. وحصلت بريطانيا على ثلاث بطاقات إضافية في كأس العالم للرماية حسب فئات الإعاقة 2015 في كرواتيا. وتم تحقيق بطاقات إضافية في فعالية كأس العالم التي أقيمت في الولايات المتحدة في وقت لاحق من عام 2015. في 8 أبريل 2016، أعلن اللجنة البارالمبية الدولية أن إيسي بيلي كانت واحدة من بين أحد عشر رامياً تم توجيه دعوة ثنائية لهم للمشاركة في ريو. في 10 يونيو 2016، أعلنت اللجنة البارالمبية البريطانية عن أسماء الرماة العشرة الذين سيمثلون فريق بريطانيا العظمى في ريو. وكانت بريطانيا قد حصلت على بطاقة تأهيلية ثانية في فئة المسدس الهوائي 10 م SH1 ولكن لم تُستغل هذه البطاقة بعد وفاة روي كارتر في مايو.
| الرياضي       | الحدث                                            | التصفيات               | التصفيات | النهائي  | النهائي  |
| الرياضي       | الحدث                                            | النتيجة                | الترتيب  | النتيجة  | الترتيب  |
| ------------- | ------------------------------------------------ | ---------------------- | -------- | -------- | -------- |
| إيسي بيلي     | فردي السيدات P2 – 10 أمتار مسدس هوائي SH1        | 359–5x                 | 14       | لم تتأهل | لم تتأهل |
| جيمس بيفيس    | مختلط R4 – 10 أمتار بندقية هوائية واقفين SH2     | 624.3                  | 18       | لم يتأهل | لم يتأهل |
| جيمس بيفيس    | مختلط R5 – 10 أمتار بندقية هوائية منبطح SH2      | 627.2                  | 30       | لم يتأهل | لم يتأهل |
| أوين بيرك     | رجال R1 – 10 أمتار بندقية هوائية واقفين SH1      | 321.1                  | 22       | لم يتأهل | لم يتأهل |
| أوين بيرك     | فئة مختلط R3 – بندقية هواء 10 م وضع الرقود SH1   | 602.5                  | 45       | لم يتأهل | لم يتأهل |
| كارين باتلر   | فئة السيدات R2 – بندقية هواء 10 م وضع الوقوف SH1 | 400.2                  | 14       | لم يتأهل | لم يتأهل |
| كارين باتلر   | فئة السيدات R8 – بندقية 50 م ثلاثة أوضاع SH1     | 544–11x                | 15       | لم يتأهل | لم يتأهل |
| كارين باتلر   | فئة مختلط R6 – بندقية 50 م وضع الرقود SH1        | 604.9                  | 33       | لم يتأهل | لم يتأهل |
| ريان كوكبيل   | فئة مختلط R4 – بندقية هواء 10 م وضع الوقوف SH2   | 629.9                  | 9        | لم يتأهل | لم يتأهل |
| ريان كوكبيل   | فئة مختلط R5 – بندقية هواء 10 م وضع الرقود SH2   | 633.3                  | 9        | لم يتأهل | لم يتأهل |
| ريتشارد ديفيز | مختلط R4 – بندقية هوائية 10 م وضع الوقوف SH2     | 629.6                  | 11       | لم يتأهل | لم يتأهل |
| تيم جيفري     | مختلط R5 – بندقية هوائية 10 م وضع الاستلقاء SH2  | 633.1                  | 10       | لم يتأهل | لم يتأهل |
| بن جيسون      | مختلط R3 – بندقية هوائية 10 م وضع الاستلقاء SH1  | 620.5                  | 38       | لم يتأهل | لم يتأهل |
| لورين لامبرت  | نساء R2 – بندقية هوائية 10 م وضع الوقوف SH1      | 399.1                  | 15       | لم يتأهل | لم يتأهل |
| لورين لامبرت  | نساء R8 – بندقية 50 م 3 أوضاع SH1                | 560–13x                | 6 تأهل   | 412.0    | 5        |
| لورين لامبرت  | مختلط R6 – بندقية 50 م وضع الاستلقاء SH1         | 605.3                  | 31       | لم يتأهل | لم يتأهل |
| ستيوارت نانغل | رجال P1 – مسدس هوائي 10 م SH1                    | 562–8x                 | 4 تأهل   | 112.5    | 6        |
| ستيوارت نانغل | مزيج P3 – مسدس 25 م SH1                          | 562–15x                | 11       | لم يتقدم | لم يتقدم |
| ستيوارت نانغل | مزيج P4 – مسدس 50 م SH1                          | 528–8x                 | 7 تأهل   | 64.3     | 8        |
| مات سكيلهون   | مزيج R3 – بندقية هوائية 10 م وضع الانبطاح SH1    | 632.1                  | 11       | لم يتقدم | لم يتقدم |
| مات سكيلهون   | مزيج R6 – بندقية 50 م وضع الانبطاح SH1           | 622.5 أفضل نتيجة شخصية | 1 تأهل   | 100.8    | 7        |

## السباحة
حصلت بريطانيا العظمى على أحد عشر حصة في بطولة العالم للسباحة IPC 2015 بعد إنهاء السباقات في المراكز الأولى أو الثانية في تخصصات الفئات البارالمبية. في 16 مايو 2016، أعلنت الجمعية البارالمبية البريطانية عن تشكيلة من 31 سباحًا للتنافس في ريو. ورغم تسميته في التشكيلة الأولية، أجبرت الإصابات والمشاكل الصحية تولي كيرني على الانسحاب قبل أسابيع قليلة من بدء الألعاب.
رجال
| الرياضي                                     | الأحداث                     | التصفيات         | التصفيات | النهائي                 | النهائي        |
| الرياضي                                     | الأحداث                     | الوقت            | الترتيب  | الوقت                   | الترتيب        |
| ------------------------------------------- | --------------------------- | ---------------- | -------- | ----------------------- | -------------- |
| جوناثان بوث                                 | 400 م حرة S9                | 4:24.86          | 6 تأهل   | 4:24.02                 | 5              |
| ستيفن كليج                                  | 50 م حرة S12                | 25.78            | 12       | لم يتقدم                | لم يتقدم       |
| ستيفن كليج                                  | 100 م حرة S13               | 55.85            | 12       | لم يتقدم                | لم يتقدم       |
| ستيفن كليج                                  | 400 م حرة S13               | 4:23.07          | 9        | لم يتقدم                | لم يتقدم       |
| ستيفن كليج                                  | 100 م ظهر S12               | 1:03.11          | 5 تأهل   | 1:02.06                 | 5              |
| جوزيف كريج بي إم إي                         | 50 م حرة S8                 | 27.36            | 5 تأهل   | 27.27                   | 6              |
| جوزيف كريج بي إم إي                         | 100 م حرة S8                | 58.73            | 1 تأهل   | 58.19                   | الثالث         |
| جوزيف كريج بي إم إي                         | 400 م حرة S8                | 4:41.93          | 7 تأهل   | 4:39.89                 | 6              |
| جيمس كريسب                                  | 100 م ظهر S9                | 1:05.00          | =1 تأهل  | 1:05.01                 | 4              |
| جيمس كريسب                                  | 200 م فردي متنوع SM9        | 2:22.72          | 7 تأهل   | 2:24.96                 | 7              |
| ريان كروتش                                  | 50 م حرة S9                 | 26.54            | 7 تأهل   | 26.76                   | 8              |
| ريان كروتش                                  | 100 م حرة S9                | 58.65            | 13       | لم يتقدم                | لم يتقدم       |
| جوناثان فوكس                                | 50 م حرة S7                 | 29.77            | 5 تأهل   | 29.52                   | 6              |
| جوناثان فوكس                                | 100 م حرة S7                | 1:03.17          | 1 تأهل   | 1:03.91                 | 5              |
| جوناثان فوكس                                | 400 م حرة S7                | 4:51.10          | 1 تأهل   | 4:49.00                 | الثاني         |
| جوناثان فوكس                                | 100 م ظهر S7                | 1:11.37          | 1 تأهل   | 1:10.78                 | الثاني         |
| توماس هامر                                  | 200 م حرة S14               | 1:57.31          | 2 تأهل   | 1:56.58                 | الثاني         |
| توماس هامر                                  | 200 م متنوع فردي SM14       | 2:16.28          | 3 تأهل   | 2:12.88                 | الثاني         |
| أولي هايند                                  | 100 متر حرة S8              | 59.62            | 4 Q      | 58.85                   | 4              |
| أولي هايند                                  | 400 متر حرة S8              | 4:31.90          | 1 Q      | 4:21.89 WR              | الأول          |
| أولي هايند                                  | 100 متر ظهر S8              | 1:06.12          | 3 Q      | 1:04.46                 | الثاني         |
| أولي هايند                                  | 200 متر فردي متنوع SM8      | 2:25.48          | 1 Q      | 2:20.01 WR              | الأول          |
| مايكل جونز                                  | 50 متر حرة S7               | 30.67            | 8 Q      | 29.82                   | 7              |
| مايكل جونز                                  | 100 متر حرة S7              | 1:06.06          | 6 Q      | 1:04.69                 | 6              |
| مايكل جونز                                  | 400 م حرة S7                | 4:58.50          | 3 تأهل   | 4:45.78                 | الأول          |
| ساسشا كيندريد                               | 50 م حرة S6                 | 33.07            | 12       | لم يتأهل                | لم يتأهل       |
| ساسشا كيندريد                               | 50 م فراشة S6               | 32.76            | 5 تأهل   | 32.91                   | 6              |
| ساسشا كيندريد                               | 200 م فردي متنوع SM6        | 2:43.75          | 3 تأهل   | 2:38.47 رقم قياسي عالمي | الأول          |
| آرون مورز                                   | 100 م ظهر S14               | 1:07.36          | 10       | لم يتأهل                | لم يتأهل       |
| آرون مورز                                   | 100 م صدر SB14              | 1:07.25          | 2 تأهل   | 1:06.67                 | الأول          |
| أندرو مولين                                 | 50 م سباحة حرة S5           | 35.75            | 6 تأهل   | 34.87                   | 5              |
| أندرو مولين                                 | 100 م سباحة حرة S5          | 1:19.58          | 6 تأهل   | 1:15.93                 | قالب:برونزية03 |
| أندرو مولين                                 | 200 م سباحة حرة S5          | 2:43.20          | 3 تأهل   | 2:40.65                 | قالب:برونزية03 |
| أندرو مولين                                 | 50 م سباحة ظهر S5           | 37.77            | 2 تأهل   | 37.94                   | قالب:فضية02    |
| أندرو مولين                                 | 50 م فراشة S5               | 38.19            | 4 تأهل   | 36.32                   | 4              |
| سكوت كوين                                   | 100 م صدر SB14              | 1:06.65 رقم شخصي | 1 تأهل   | 1:06.70                 | الثاني         |
| لويس وايت                                   | 100 م حرة S9                | 58.51            | 10       | لم يتأهل                | لم يتأهل       |
| لويس وايت                                   | 400 م حرة S9                | 4:22.63          | 3 ت      | 4:21.38                 | الثالث         |
| لويس وايت                                   | 100 م ظهر S9                | 1:09.86          | 13       | لم يتأهل                | لم يتأهل       |
| ماثيو وايلي                                 | 50 م حرة S9                 | 25.99            | 1 ت      | 25.95                   | الأول          |
| ماثيو وايلي                                 | 100 م حرة S9                | 59.32            | 16       | لم يتأهل                | لم يتأهل       |
| جوزيف كريج أولي هايند لويس وايت ماثيو وايلي | 4 x 100 م تتابع حرة 34 نقطة | —                | —        | 3:51.54                 | 4              |

النساء
| اللاعبة                                            | الفعاليات                     | التصفيات              | التصفيات | النهائي                 | النهائي        |
| اللاعبة                                            | الفعاليات                     | الوقت                 | الترتيب  | الوقت                   | الترتيب        |
| -------------------------------------------------- | ----------------------------- | --------------------- | -------- | ----------------------- | -------------- |
| جيسيكا جين أبليغيت                                 | 200 م سباحة حرة S14           | 2:07.95               | 2 Q      | 2:06.92                 | قالب:فضية02    |
| جيسيكا جين أبليغيت                                 | 100 م سباحة ظهر S14           | 1:08.41               | 3 Q      | 1:08.67                 | قالب:برونزية03 |
| جيسيكا جين أبليغيت                                 | 100 م سباحة صدر SB14          | 1:26.56               | 9        | لم تتأهل                | لم تتأهل       |
| جيسيكا جين أبليغيت                                 | 200 م فردي متنوع SM14         | 2:30.11               | 2 Q      | 2:27.58                 | قالب:فضية02    |
| كلير كاشمور                                        | 100 م سباحة صدر SB8           | 1:25.91               | 4 Q      | 1:20.60                 | قالب:فضية02    |
| كلير كاشمور                                        | 100 م فراشة S9                | 1:09.77               | 2 Q      | 1:09.46                 | 5              |
| كلير كاشمور                                        | 200 م فردي متنوع SM9          | 2:39.68               | 8 ت      | 2:38.34                 | 8              |
| بيثاني فيرث                                        | 200 م حرة S14                 | 2:05.96 رقم شخصي      | 1 ت      | 2:03.30 رقم شخصي        | الأول          |
| بيثاني فيرث                                        | 100 م ظهر S14                 | 1:04.53 رقم عالمي     | 1 ت      | 1:04.05 رقم عالمي       | الأول          |
| بيثاني فيرث                                        | 100 م صدر SB14                | 1:18.19               | 3 ت      | 1:12.89                 | الثاني         |
| بيثاني فيرث                                        | 200 م فردي متنوع SM14         | 2:23.78 رقم شخصي      | 1 ت      | 2:19.55 رقم شخصي        | الأول          |
| شارلوت هينشو                                       | 100 م صدر SB6                 | 1:38.11               | 2 ت      | 1:37.79                 | الثالث         |
| آبي كين                                            | 50 م سباحة حرة S13            | 29.98                 | 17       | لم تتأهل                | لم تتأهل       |
| آبي كين                                            | 400 م سباحة حرة S13           | 4:52.35               | 7 Q      | 4:49.27                 | 6              |
| آبي كين                                            | 100 م ظهر S13                 | 1:09.09 PR            | 1 Q      | 1:09.30                 | الثاني         |
| هارييت لي                                          | 100 م سباحة صدر SB9           | 1:23.97               | 7 Q      | 1:16.87                 | الثاني         |
| هارييت لي                                          | 200 م فردي متنوع SM10         | 2:35.90               | 4 Q      | 2:34.91                 | 7              |
| آمي مارن                                           | 50 م سباحة حرة S9             | 30.80                 | 12       | لم تتأهل                | لم تتأهل       |
| آمي مارن                                           | 100 م حرة S9                  | 1:05.63               | 10       | لم تتأهل                | لم تتأهل       |
| آمي مارن                                           | 400 م حرة S9                  | 4:54.44               | 4 تأهل   | 4:55.38                 | 5              |
| آمي مارن                                           | 100 م ظهر S9                  | 1:14.06               | 4 تأهل   | 1:14.58                 | 6              |
| آمي مارن                                           | 200 م فردي متنوع SM9          | 2:37.01               | 1 تأهل   | 2:36.26                 | الثالث         |
| ستيفاني ميلوارد                                    | 50 م حرة S8                   | 30.82 رقم قياسي شخصي  | 1 تأهل   | 30.73                   | 5              |
| ستيفاني ميلوارد                                    | 100 م حرة S8                  | 1:08.24               | 4 تأهل   | 1:05.16                 | الثالث         |
| ستيفاني ميلوارد                                    | 400 م حرة S8                  | 4:59.95               | 3 تأهل   | 4:49.89                 | الثالث         |
| ستيفاني ميلوارد                                    | 100 م سباحة ظهر S8            | 1:13.75 رقم شخصي      | 1 تأهل   | 1:13.02 رقم شخصي        | الأول          |
| ستيفاني ميلوارد                                    | 200 م فردي متنوع SM8          | 2:45.91               | 2 تأهل   | 2:43.03                 | الثاني         |
| ريبيكا ريدفرن                                      | 100 م سباحة صدر SB13          | 1:17.08 رقم شخصي      | 1 تأهل   | 1:13.81                 | الثاني         |
| إيلي روبنسون                                       | 50 م سباحة حرة S6             | 34.99                 | 3 تأهل   | 35.24                   | 4              |
| إيلي روبنسون                                       | 100 م سباحة حرة S6            | 1:16.76               | 4 تأهل   | 1:14.43                 | الثالث         |
| إيلي روبنسون                                       | 400 م سباحة حرة S6            | 5:41.04               | 4 تأهل   | 5:27.53                 | 4              |
| إيلي روبنسون                                       | 50 م فراشة S6                 | 36.62                 | 1 Q      | 35.58 PR                | الأول          |
| سوزي رودجرز                                        | 50 م حرة S7                   | 34.42                 | 4 Q      | 33.26                   | الثالث         |
| سوزي رودجرز                                        | 100 م حرة S7                  | 1:13.96               | 4 Q      | 1:12.92                 | 4              |
| سوزي رودجرز                                        | 400 م حرة S7                  | —                     | —        | 5:23.17                 | الثالث         |
| سوزي رودجرز                                        | 50 م فراشة S7                 | 36.02                 | 2 Q      | 35.07                   | الأول          |
| هانا راسل                                          | 50 م حرة S12                  | 27.79                 | 1 Q      | 27.53                   | الأول          |
| هانا راسل                                          | 100 م حرة S13                 | 59.99                 | 1 Q      | 1:00.07                 | الثالث         |
| هانا راسل                                          | 100 م ظهر S12                 | —                     | —        | 1:06.06 WR              | الأول          |
| إيلي سيموندس                                       | 50 م حرة S6                   | 36.44                 | 4 Q      | 35.54                   | 6              |
| إيلي سيموندس                                       | 100 متر حرة S6                | 1:16.39               | 3 تأهل   | 1:15.77                 | 5              |
| إيلي سيموندس                                       | 400 متر حرة S6                | 5:37.75               | 3 تأهل   | 5:24.87                 | قالب:برونزية03 |
| إيلي سيموندس                                       | 100 متر صدر SB6               | 1:43.49               | 5 تأهل   | 1:39.46                 | 4              |
| إيلي سيموندس                                       | 200 متر فردي متنوع SM6        | 3:02.40 أفضل زمن شخصي | 1 تأهل   | 2:59.81 رقم قياسي عالمي | قالب:ذهبية01   |
| ستيفاني سلاتر                                      | 50 متر حرة S8                 | 31.17                 | 5 تأهل   | 30.54                   | 4              |
| ستيفاني سلاتر                                      | 100 متر ظهر S8                | 1:20.17               | 4 تأهل   | 1:19.42                 | 5              |
| ستيفاني سلاتر                                      | 100 متر فراشة S8              | 1:16.32               | 5 تأهل   | 1:10.32                 | قالب:فضية02    |
| أليس تاي                                           | 100 متر حرة S10               | 1:04.32               | 11       | لم تتأهل                | لم تتأهل       |
| أليس تاي                                           | 100 م ظهر S10                 | 1:09.64               | 3 Q      | 1:09.39                 | الثالث         |
| أليس تاي                                           | 100 م فراشة S10               | 1:12.98               | 8 Q      | 1:11.92                 | 7              |
| آمي مارين ستيفاني ميلوارد سوزي رودجرز أليس تاي     | 4 × 100 م تتابع حرة 34 نقطة   | —                     | —        | 4:26.99                 | 4              |
| كلير كاشمور ستيفاني ميلوارد ستيفاني سلاتر أليس تاي | 4 × 100 م تتابع متنوع 34 نقطة | —                     | —        | 4:45.23 رقم عالمي       | الأول          |

## تنس الطاولة
روب ديفيز تأهل إلى ريو بفوزه بميدالية ذهبية في بطولة أوروبا لتنس الطاولة للمعاقين 2015. في نوفمبر 2015، أحرز آرون مككيبن التأهل إلى ريو بفوزه بميدالية ذهبية في بطولة الصين المفتوحة. بالإضافة إلى الأماكن التي تم تحقيقها بالفعل، ضمنت بريطانيا العظمى عشرة حصص إضافية بناءً على تصنيفات الاتحاد الدولي لتنس الطاولة للمعاقين حتى 31 ديسمبر 2015. في 8 مارس 2016، أكد الاتحاد البارالمبي البريطاني اختيار اثني عشر لاعبًا لتنس الطاولة ليمثلوا بريطانيا العظمى في ريو.
الرجال
| الرياضي          | الحدث          | مباريات المجموعة                  | مباريات المجموعة              | مباريات المجموعة | الجولة 1             | ربع النهائي                      | نصف النهائي               | النهائي / BM                  | النهائي / BM |
| الرياضي          | الحدث          | الخصم النتيجة                     | الخصم النتيجة                 | الترتيب          | الخصم النتيجة        | الخصم النتيجة                    | الخصم النتيجة             | الخصم النتيجة                 | الترتيب      |
| ---------------- | -------------- | --------------------------------- | ----------------------------- | ---------------- | -------------------- | -------------------------------- | ------------------------- | ----------------------------- | ------------ |
| باول ديفيز       | الفردي الفئة 1 | لي (كوريا الجنوبية) · خسارة 1–3   | ليما (البرازيل) · فوز 3–2     | 2 تأهل           | —                    | نام (كوريا الجنوبية) · خسارة 0–3 | لم يتقدم                  | لم يتقدم                      | لم يتقدم     |
| روب ديفيز        | الفردي الفئة 1 | كيلر (سويسرا) · فوز 3–2           | بورغاتو (إيطاليا) · فوز 3–2   | 1 تأهل           | —                    | دوكاي (فرنسا) · فوز 3–0          | ماجور (المجر) · فوز 3–1   | جو (كوريا الجنوبية) · فوز 3–1 | الأول        |
| جاك هانتر-سبيفي  | الفردي الفئة 5 | بوس (ألمانيا) · خسارة 0–3         | سيجاتو (البرازيل) · خسارة 2–3 | 3                | لم يتقدم             | لم يتقدم                         | لم يتقدم                  | لم يتقدم                      | لم يتقدم     |
| بول كارابارداك   | الفردي الفئة 6 | بارك (كوريا الجنوبية) · خسارة 2–3 | بينو (تشيلي) · خسارة 2–3      | 3                | لم يتقدم             | لم يتقدم                         | لم يتقدم                  | لم يتقدم                      | لم يتقدم     |
| ديفيد ويذريل     | الفردي الفئة 6 | حمدتو (مصر) · ف 3–0               | راو (ألمانيا) · خ 0–3         | 2 ت              | بينو (تشيلي) · ف 3–1 | فاليرا (إسبانيا) · خ 2–3         | لم يتقدم                  | لم يتقدم                      | لم يتقدم     |
| ويل بيلي         | الفردي الفئة 7 | شتروه (البرازيل) · خ 1–3          | لياو (الصين) · ف 3–0          | 1 ت              | وداع                 | يوسف (مصر) · ف 3–0               | موراليس (إسبانيا) · ف 3–1 | شتروه (البرازيل) · ف 3–1      | الأول        |
| آرون مككيبن      | الفردي الفئة 8 | بوفيس (فرنسا) · خ 1–3             | ليدوكس (بلجيكا) · ف 3–1       | 1 ت              | وداعًا                | تشونكا (المجر) · خ 0–3           | لم يتقدم                  | لم يتقدم                      | لم يتقدم     |
| روس ويلسون       | الفردي الفئة 8 | أندرسون (السويد) · خ 2–3          | سكرزينيكي (بولندا) · خ 1–3    | 3                | لم يتقدم             | لم يتقدم                         | لم يتقدم                  | لم يتقدم                      | لم يتقدم     |
| أشلي فيسي-تومسون | فردي الفئة 9   | بيريز (إسبانيا) · خ 0–3           | فرانتشيك (النمسا) · خ 0–3     | 3                | لم يتقدم             | لم يتقدم                         | لم يتقدم                  | لم يتقدم                      | لم يتقدم     |
| كيم دايبيل       | فردي الفئة 10  | جاكوبس (إندونيسيا) · ف 3–2        | هيرجلينك (هولندا) · ف 3–2     | 1 ت              | وداعًا                | ليان (الصين) · خ 1–3             | لم يتقدم                  | لم يتقدم                      | لم يتقدم     |

نساء
| الرياضية  | الحدث        | مباريات المجموعة             | مباريات المجموعة              | مباريات المجموعة | الجولة 1                        | ربع النهائي                   | نصف النهائي                         | النهائي / BM               | النهائي / BM |
| الرياضية  | الحدث        | المنافس النتيجة              | المنافس النتيجة               | الترتيب          | المنافس النتيجة                 | المنافس النتيجة               | المنافس النتيجة                     | المنافس النتيجة            | الترتيب      |
| --------- | ------------ | ---------------------------- | ----------------------------- | ---------------- | ------------------------------- | ----------------------------- | ----------------------------------- | -------------------------- | ------------ |
| جين كامبل | فردي الفئة 3 | لي (الصين) · خسارة 0–3       | دومان (تركيا) · خسارة 2–3     | 3                | لم تتقدم                        | لم تتقدم                      | لم تتقدم                            | لم تتقدم                   | لم تتقدم     |
| سارا هيد  | فردي الفئة 3 | آهلكوست (السويد) · خسارة 0–3 | سيجالا (المكسيك) · فوز 3–2    | 2 تأهل           | دريتار كارك (كرواتيا) · فوز 3–0 | لي (الصين) · خسارة 0–3        | لم تتقدم                            | لم تتقدم                   | لم تتقدم     |
| سو جيلروي | فردي الفئة 4 | تشانغ (الصين) · خسارة 0–3    | لو (تايبيه الصينية) · فوز 3–2 | 2 تأهل           | —                               | ميكولاشيك (ألمانيا) · فوز 3–2 | بيريك-رانكوفيتش (صربيا) · خسارة 0–3 | ماتيتش (صربيا) · خسارة 2–3 | 4            |

الفرق
| الرياضي                          | الفعالية             | الجولة 1              | ربع النهائي            | نصف النهائي            | النهائي / BM        | النهائي / BM |
| الرياضي                          | الفعالية             | المنافس النتيجة       | المنافس النتيجة        | المنافس النتيجة        | المنافس النتيجة     | الترتيب      |
| -------------------------------- | -------------------- | --------------------- | ---------------------- | ---------------------- | ------------------- | ------------ |
| باول ديفيز روب ديفيز             | فريق الرجال فئة 1–2  | —                     | البرازيل (BRA) · خ 0–2 | لم يتقدم               | لم يتقدم            | لم يتقدم     |
| ويل بايلي آرون مككيبن روس ويلسون | فريق الرجال فئة 6–8  | بلجيكا (BEL) · ف 2–0  | إسبانيا (ESP) · ف 2–1  | أوكرانيا (UKR) · خ 0–2 | الصين (CHN) · ف 2–1 | الثالث       |
| كيم دايبيل آشلي فاسي-ثومبسون     | فريق الرجال فئة 9–10 | إيطاليا (ITA) · ف 2–0 | الصين (CHN) · خ 0–2    | لم يتقدم               | لم يتقدم            | لم يتقدم     |
| جين كامبل سارا هيد               | فريق السيدات فئة 1–3 | —                     | إيطاليا (ITA) · خ 1–2  | لم يتقدم               | لم يتقدم            | لم يتقدم     |

## كرة السلة على الكراسي المتحركة
تأهل منتخبا بريطانيا العظمى للرجال والسيدات لكرة السلة على الكراسي المتحركة إلى ريو في بطولة أوروبا لكرة السلة على الكراسي المتحركة 2015. أعلنت بريطانيا العظمى عن فريقها الرجالي في 20 يونيو 2016.

### بطولة الرجال
أثناء القرعة، كان لدى البرازيل الخيار في اختيار المجموعة التي يريدون أن يكونوا فيها. كانوا مع إسبانيا، التي ستكون في المجموعة التي لم تخترها البرازيل. اختارت البرازيل المجموعة ب، والتي تضمنت إيران، الولايات المتحدة، بريطانيا العظمى، ألمانيا والجزائر. هذا ترك إسبانيا في المجموعة أ مع أستراليا، كندا، تركيا، هولندا واليابان.
| قائمة الفريق | مرحلة المجموعات                              | مرحلة المجموعات                              | مرحلة المجموعات                    | مرحلة المجموعات | مرحلة خروج المغلوب           | مرحلة خروج المغلوب           | مرحلة خروج المغلوب            | مرحلة خروج المغلوب |
| قائمة الفريق | مباراة المجموعة 1 المعارضة النتيجة           | مباراة المجموعة 2 المعارضة النتيجة           | مباراة المجموعة 3 المعارضة النتيجة | التصنيف         | ربع النهائي المعارضة النتيجة | نصف النهائي المعارضة النتيجة | النهائي / BM المعارضة النتيجة | التصنيف            |
| --- | -------------------------------------------- | -------------------------------------------- | ---------------------------------- | --------------- | ---------------------------- | ---------------------------- | ----------------------------- | ------------------ |
| هاري براون، سيمون براون، تيري بايووتر، جاز شودري، عبدي جامع، لي مانينغ، كايل مارش، سيمون مون، آدي أروغبيمي، فيل برات، إيان ساغار، غريغ واربرتون - قائد مشارك | الجزائر · فوز 93–31                          | إيران · فوز 84–60                            | البرازيل · فوز 73–55               | 2 Q             | أستراليا · فوز 74–51         | إسبانيا · خسارة 63–69        | تركيا · فوز 82–76             | الثالث             |
| هاري براون، سيمون براون، تيري بايووتر، جاز شودري، عبدي جامع، لي مانينغ، كايل مارش، سيمون مون، آدي أروغبيمي، فيل برات، إيان ساغار، غريغ واربرتون - قائد مشارك | المباراة الرابعة في المجموعة المنافس النتيجة | المباراة الخامسة في المجموعة المنافس النتيجة |                                    | 2 Q             | أستراليا · فوز 74–51         | إسبانيا · خسارة 63–69        | تركيا · فوز 82–76             | الثالث             |
| هاري براون، سيمون براون، تيري بايووتر، جاز شودري، عبدي جامع، لي مانينغ، كايل مارش، سيمون مون، آدي أروغبيمي، فيل برات، إيان ساغار، غريغ واربرتون - قائد مشارك | ألمانيا · فوز 66–52                          | الولايات المتحدة · خسارة 48–65               |                                    | 2 Q             | أستراليا · فوز 74–51         | إسبانيا · خسارة 63–69        | تركيا · فوز 82–76             | الثالث             |

مرحلة المجموعات
كرة السلة على الكراسي المتحركة في دورة الألعاب البارالمبية الصيفية 2016 – البطولة للرجال#B
كرة السلة على الكراسي المتحركة في دورة الألعاب البارالمبية الصيفية 2016 – البطولة للرجال#B1
كرة السلة على الكراسي المتحركة في دورة الألعاب البارالمبية الصيفية 2016 – البطولة للرجال#B5
كرة السلة على الكراسي المتحركة في دورة الألعاب البارالمبية الصيفية 2016 – البطولة للرجال#B9
كرة السلة على الكراسي المتحركة في دورة الألعاب البارالمبية الصيفية 2016 – البطولة للرجال#B10
كرة السلة على الكراسي المتحركة في دورة الألعاب البارالمبية الصيفية 2016 – البطولة للرجال#B14
ربع النهائي
كرة السلة على الكراسي المتحركة في دورة الألعاب البارالمبية الصيفية 2016 – البطولة للرجال#C2
نصف النهائي
كرة السلة على الكراسي المتحركة في دورة الألعاب البارالمبية الصيفية 2016 – البطولة للرجال#D1
مباراة الميدالية البرونزية
كرة السلة على الكراسي المتحركة في دورة الألعاب البارالمبية الصيفية 2016 – البطولة للرجال#E1

### بطولة السيدات
بصفتها الدولة المضيفة، حصلت البرازيل على خيار تحديد المجموعة التي سينضمون إليها. وتم إقرانهم مع الجزائر، التي ستوضع في المجموعة التي لم يختاروها. اختارت البرازيل المجموعة "أ"، التي شملت كندا، ألمانيا، بريطانيا العظمى والأرجنتين. انتهى الأمر بالجزائر في المجموعة "ب" مع الولايات المتحدة، هولندا، فرنسا والصين.
| قائمة الفريق | مرحلة المجموعات                       | مرحلة المجموعات                       | مرحلة المجموعات | مرحلة الإقصاء               | مرحلة الإقصاء               | مرحلة الإقصاء                | مرحلة الإقصاء |
| قائمة الفريق | مباراة المجموعة 1 المنافس النتيجة     | مباراة المجموعة 2 المنافس النتيجة     | الترتيب         | ربع النهائي المنافس النتيجة | نصف النهائي المنافس النتيجة | النهائي / BM المنافس النتيجة | الترتيب       |
| ------------ | ------------------------------------- | ------------------------------------- | --------------- | --------------------------- | --------------------------- | ---------------------------- | ------------- |
| {{{2}}}      | كندا · خ 36–43                        | الأرجنتين · ف 79–20                   | 2 ت             | الصين · ف 57–38             | الولايات المتحدة · خ 78–89  | هولندا · خ 34–76             | 4             |
| {{{2}}}      | المباراة 3 في المسبح المعارضة النتيجة | المباراة 4 في المسبح المعارضة النتيجة | 2 ت             | الصين · ف 57–38             | الولايات المتحدة · خ 78–89  | هولندا · خ 34–76             | 4             |
| {{{2}}}      | ألمانيا · ف 50–45                     | البرازيل · ف 63–32                    | 2 ت             | الصين · ف 57–38             | الولايات المتحدة · خ 78–89  | هولندا · خ 34–76             | 4             |

مرحلة المجموعات
كرة السلة على الكراسي المتحركة في دورة الألعاب البارالمبية الصيفية 2016 – البطولة للسيدات#A
كرة السلة على الكراسي المتحركة في دورة الألعاب البارالمبية الصيفية 2016 – البطولة للسيدات#A1
كرة السلة على الكراسي المتحركة في دورة الألعاب البارالمبية الصيفية 2016 – البطولة للسيدات#A3
كرة السلة على الكراسي المتحركة في دورة الألعاب البارالمبية الصيفية 2016 – البطولة للسيدات#A6
كرة السلة على الكراسي المتحركة في دورة الألعاب البارالمبية الصيفية 2016 – البطولة للسيدات#A8
ربع النهائي
كرة السلة على الكراسي المتحركة في دورة الألعاب البارالمبية الصيفية 2016 – البطولة للسيدات#C3
نصف النهائي
كرة السلة على الكراسي المتحركة في دورة الألعاب البارالمبية الصيفية 2016 – البطولة للسيدات#D2
مباراة الميدالية البرونزية
كرة السلة على الكراسي المتحركة في دورة الألعاب البارالمبية الصيفية 2016 – البطولة للسيدات#E1

## سلاح المبارزة على الكراسي المتحركة
تأهلت بريطانيا العظمى لاعبين اثنين للمنافسة في سلاح المبارزة على الكراسي المتحركة عبر تصنيفات الاتحاد الدولي لرياضات الكراسي المتحركة وبتر الأطراف اعتبارًا من 28 مايو 2016. في 5 يوليو 2016، أكدت الجمعية البارالمبية البريطانية اختيار بيرس جيليفر وديميتري كوتيا لتمثيل فريق بريطانيا في ريو.
| الرياضي      | الفعالية                        | التأهيل                    | التأهيل | التأهيل | ربع النهائي                   | نصف النهائي                | النهائي / BM          | النهائي / BM |
| الرياضي      | الفعالية                        | المنافس                    | النتيجة | التصنيف | المنافس النتيجة               | المنافس النتيجة            | المنافس النتيجة       | التصنيف      |
| ------------ | ------------------------------- | -------------------------- | ------- | ------- | ----------------------------- | -------------------------- | --------------------- | ------------ |
| بيرس جيليفر  | فردي الرجال إبي A               | سيتيرن (فرنسا)             | ف 5–0   | 2 ت     | بيتي (إيطاليا) · ف 15–11      | المدخلي (العراق) · ف 15–10 | سون (الصين) · خ 13–15 | الثاني       |
| بيرس جيليفر  | فردي الرجال إبي A               | Colaco (البرازيل)          | ف 5–0   | 2 ت     | بيتي (إيطاليا) · ف 15–11      | المدخلي (العراق) · ف 15–10 | سون (الصين) · خ 13–15 | الثاني       |
| بيرس جيليفر  | فردي الرجال إبي A               | Mato (المجر)               | ف 5–2   | 2 ت     | بيتي (إيطاليا) · ف 15–11      | المدخلي (العراق) · ف 15–10 | سون (الصين) · خ 13–15 | الثاني       |
| بيرس جيليفر  | فردي الرجال إبي A               | Pender (بولندا)            | ف 5–4   | 2 ت     | بيتي (إيطاليا) · ف 15–11      | المدخلي (العراق) · ف 15–10 | سون (الصين) · خ 13–15 | الثاني       |
| بيرس جيليفر  | فردي الرجال إبي A               | Tian (الصين)               | ف 5–2   | 2 ت     | بيتي (إيطاليا) · ف 15–11      | المدخلي (العراق) · ف 15–10 | سون (الصين) · خ 13–15 | الثاني       |
| بيرس جيليفر  | فردي الرجال سلاح الشيش فئة A    | Nalewajek (بولندا)         | خ 2–5   | 10      | لم يتقدم                      | لم يتقدم                   | لم يتقدم              | لم يتقدم     |
| بيرس جيليفر  | فردي الرجال سلاح الشيش فئة A    | Betti (إيطاليا)            | ف 5–4   | 10      | لم يتقدم                      | لم يتقدم                   | لم يتقدم              | لم يتقدم     |
| بيرس جيليفر  | فردي الرجال سلاح الشيش فئة A    | Osvath (المجر)             | خ 1–5   | 10      | لم يتقدم                      | لم يتقدم                   | لم يتقدم              | لم يتقدم     |
| بيرس جيليفر  | فردي الرجال سلاح الشيش فئة A    | Ye (الصين)                 | خ 1–5   | 10      | لم يتقدم                      | لم يتقدم                   | لم يتقدم              | لم يتقدم     |
| بيرس جيليفر  | فردي الرجال سلاح الشيش فئة A    | Cheong (هونغ كونغ)         | خ 3–5   | 10      | لم يتقدم                      | لم يتقدم                   | لم يتقدم              | لم يتقدم     |
| ديمتري كوتيا | فردي الرجال سلاح المبارزة فئة B | Naumenko (أوكرانيا)        | ف 5–3   | 2 Q     | Pranevich (بيلاروس) · خ 13–15 | لم يتقدم                   | لم يتقدم              | لم يتقدم     |
| ديمتري كوتيا | فردي الرجال سلاح المبارزة فئة B | برانيفيتش (بيلاروس)        | ف 5–4   | 2 Q     | Pranevich (بيلاروس) · خ 13–15 | لم يتقدم                   | لم يتقدم              | لم يتقدم     |
| ديمتري كوتيا | فردي الرجال سلاح المبارزة فئة B | تام (هونغ كونغ)            | ف 5–2   | 2 Q     | Pranevich (بيلاروس) · خ 13–15 | لم يتقدم                   | لم يتقدم              | لم يتقدم     |
| ديمتري كوتيا | فردي الرجال سلاح المبارزة فئة B | إيفيبي (فرنسا)             | خ 4–5   | 2 Q     | Pranevich (بيلاروس) · خ 13–15 | لم يتقدم                   | لم يتقدم              | لم يتقدم     |
| ديمتري كوتيا | فردي الرجال فويل ب              | ساري (إيطاليا)             | ف 5–1   | 4 ت     | هو (الصين) · خ 12–15          | لم يتأهل                   | لم يتأهل              | لم يتأهل     |
| ديمتري كوتيا | فردي الرجال فويل ب              | داتسكو (أوكرانيا)          | خ 4–5   | 4 ت     | هو (الصين) · خ 12–15          | لم يتأهل                   | لم يتأهل              | لم يتأهل     |
| ديمتري كوتيا | فردي الرجال فويل ب              | فاليه (فرنسا)              | ف 5–0   | 4 ت     | هو (الصين) · خ 12–15          | لم يتأهل                   | لم يتأهل              | لم يتأهل     |
| ديمتري كوتيا | فردي الرجال فويل ب              | فينغ (الصين)               | خ 3–5   | 4 ت     | هو (الصين) · خ 12–15          | لم يتأهل                   | لم يتأهل              | لم يتأهل     |
| جيما كوليس   | فردي السيدات إبي أ              | كراجنياك (المجر)           | خ 2–5   | 8 ت     | زو (الصين) · خ 2–15           | لم تتأهل                   | لم تتأهل              | لم تتأهل     |
| جيما كوليس   | فردي السيدات إبي أ              | بوردون (بولندا)            | ف 5–2   | 8 ت     | زو (الصين) · خ 2–15           | لم تتأهل                   | لم تتأهل              | لم تتأهل     |
| جيما كوليس   | فردي السيدات إبي أ              | زو (الصين)                 | خ 0–5   | 8 ت     | زو (الصين) · خ 2–15           | لم تتأهل                   | لم تتأهل              | لم تتأهل     |
| جيما كوليس   | فردي السيدات إبي أ              | دي لوكا (الولايات المتحدة) | ف 5–2   | 8 ت     | زو (الصين) · خ 2–15           | لم تتأهل                   | لم تتأهل              | لم تتأهل     |
| جيما كوليس   | فردي السيدات إبي أ              | هالكينا (بيلاروس)          | خ 4–5   | 8 ت     | زو (الصين) · خ 2–15           | لم تتأهل                   | لم تتأهل              | لم تتأهل     |

## الركبي على الكراسي المتحركة
تأهل المنتخب الوطني البريطاني للركبي على الكراسي المتحركة إلى ريو في بطولة الاتحاد الدولي للركبي على الكراسي المتحركة الأوروبية 2015. في 12 مايو 2016، أعلنت البارالمبية البريطانية عن تشكيلة الفريق المؤلفة من اثني عشر لاعباً للركبي على الكراسي المتحركة لتمثيل بريطانيا العظمى في ريو.
| قائمة الفرق | مرحلة المجموعات                    | مرحلة المجموعات                    | مرحلة المجموعات                    | مرحلة المجموعات | مرحلة خروج المغلوب           | مرحلة خروج المغلوب           | مرحلة خروج المغلوب |
| قائمة الفرق | مباراة المجموعة 1 المعارضة النتيجة | مباراة المجموعة 2 المعارضة النتيجة | مباراة المجموعة 3 المعارضة النتيجة | الترتيب         | نصف النهائي المعارضة النتيجة | النهائي المعارضة النتيجة     | الترتيب            |
| ----------- | ---------------------------------- | ---------------------------------- | ---------------------------------- | --------------- | ---------------------------- | ---------------------------- | ------------------ |
| {{{2}}}     | أستراليا · خ 51–53                 | كندا · خ 49–50                     | البرازيل · ف 52–32                 | 3               | لم يتأهل                     | تصنيف 5–6 · السويد · ف 56–42 | 5                  |

Great Britain كان من المقرر أن تبدأ اللعب في ريو ضد أستراليا في 14 سبتمبر. كانت مباراتهم الثانية مقررة ضد كندا في 15 سبتمبر. أما مباراتهم النهائية في مرحلة المجموعات فكانت ضد البرازيل في 16 سبتمبر. دخلت بريطانيا العظمى البطولة وهي تحتل المرتبة الخامسة في العالم.
مرحلة المجموعات
B
B1
B3
B5
تصنيف 5–6
C2

## تنس الكراسي المتحركة
تأهلت بريطانيا العظمى لعشرة من أصل أحد عشر حصة فردية ممكنة في أحداث تنس الكراسي المتحركة في ريو بناءً على تصنيفات ITF حتى 23 مايو 2016. في 28 يونيو 2016، أكدت الجمعية البارالمبية البريطانية على العشرة رياضيين الذين سيمثلون بريطانيا العظمى في ريو.
الفردي
| الرياضي (المصنف)   | الحدث        | دور الـ 64                   | دور الـ 32                              | دور الـ 16                                  | ربع النهائي                                 | نصف النهائي                                 | النهائي / BM                         | النهائي / BM |
| الرياضي (المصنف)   | الحدث        | المنافس النتيجة              | المنافس النتيجة                         | المنافس النتيجة                             | المنافس النتيجة                             | المنافس النتيجة                             | المنافس النتيجة                      | الترتيب      |
| ------------------ | ------------ | ---------------------------- | --------------------------------------- | ------------------------------------------- | ------------------------------------------- | ------------------------------------------- | ------------------------------------ | ------------ |
| ألفي هيويت (13)    | فردي الرجال  | بورهان (ماليزيا) · ف 6–0 6–1 | راجاكارونا (سريلانكا) · ف 6–1، 6–2      | بيفير (فرنسا) · ف 7–6(7–4)، 4–6، 6–3        | أولسون (السويد) · ف 6–1، 2–6، 6–3           | جيرار (بلجيكا) · ف 7–5، 6–3                 | ريد (بريطانيا العظمى) · خ 2–6، 1–6   | الثاني       |
| مارك مكارول        | فردي الرجال  | مازاي (إيطاليا) · ف 7–5، 6–3 | جيرار (بلجيكا) · خ 1–6، 4–6             | لم يتقدم                                    | لم يتقدم                                    | لم يتقدم                                    | لم يتقدم                             | لم يتقدم     |
| ديفيد فيليبسون     | فردي الرجال  | بيدارد (كندا) · ف 6–0، 6–1   | هودت (فرنسا) · خ 1–6، 2–6               | لم يتقدم                                    | لم يتقدم                                    | لم يتقدم                                    | لم يتقدم                             | لم يتقدم     |
| جوردون ريد (3)     | فردي الرجال  | وداع                         | والين (السويد) · ف 6–1، 6–2             | كاتانيو (فرنسا) · ف 6–0، 6–2                | فرنانديز (الأرجنتين) · ف 2–6، 7–6(7–4)، 6–1 | هودت (فرنسا) · ف 7–5، 6–2                   | هيويت (بريطانيا العظمى) · ف 6–2، 6–1 | الأول        |
| لويز هانت          | فردي السيدات | —                            | ماثيوسن (الولايات المتحدة) · خ 1–6، 4–6 | لم يتقدم                                    | لم يتقدم                                    | لم يتقدم                                    | لم يتقدم                             | لم يتقدم     |
| لوسي شوكر          | فردي السيدات | —                            | Mardones (تشيلي) · ف 6–2، 6–0           | Griffioen (هولندا) · خ 4–6، 1–6             | لم يتقدم                                    | لم يتقدم                                    | لم يتقدم                             | لم يتقدم     |
| جوردان وايلي (3)   | فردي السيدات | —                            | Park (كوريا الجنوبية) · ف 6–1، 6–2      | Mayara (البرازيل) · ف 6–4، 6–1              | de Groot (هولندا) · خ 3–6، 1–6              | لم يتقدم                                    | لم يتقدم                             | لم يتقدم     |
| جيمي بيرديكين      | فردي رباعي   | —                            | —                                       | Silva (البرازيل) · خ 2–6، 6–2، 1–6          | لم يتقدم                                    | لم يتقدم                                    | لم يتقدم                             | لم يتقدم     |
| أنتوني كوتريل      | فردي رباعي   | —                            | —                                       | Taylor (الولايات المتحدة) · خ 3–6، 6–7(5–7) | لم يتقدم                                    | لم يتقدم                                    | لم يتقدم                             | لم يتقدم     |
| أندرو لابثورني (4) | فردي رباعي   | —                            | —                                       | Corradi (إيطاليا) · ف 6–2، 6–3              | Davidson (أستراليا) · ف 6–1، 6–2            | Wagner (الولايات المتحدة) · ف 6–3، 2–6، 6–3 | Alcott (أستراليا) · خ 3–6، 4–6       | الثاني       |

الزوجي
| الرياضيون (الترتيب(                                                   | الحدث        | دور الــ32                            | دور الــ16                              | ربع النهائي                                      | نصف النهائي                                    | النهائي / BM                                            | النهائي / BM |
| الرياضيون (الترتيب(                                                   | الحدث        | المنافس النتيجة                       | المنافس النتيجة                         | المنافس النتيجة                                  | المنافس النتيجة                                | المنافس النتيجة                                         | الترتيب      |
| --------------------------------------------------------------------- | ------------ | ------------------------------------- | --------------------------------------- | ------------------------------------------------ | ---------------------------------------------- | ------------------------------------------------------- | ------------ |
| ألفي هويت & جوردون ريد (2)                                            | زوجي الرجال  | اعفاء                                 | إم / · لي (كوريا الجنوبية) · ف 6–1، 6–2 | كافيرزاشي / · دي لا بونتي (إسبانيا) · ف 6–2، 6–0 | كونيدا / · سايدا (اليابان) · ف 6–2، 6–4        | هودت / · بيفير (فرنسا) · خ 2–6، 6–4، 1–6                | الثاني       |
| مارك مككارول & ديفيد فيليبسون                                         | زوجي الرجال  | دونغ / · وي (الصين) · ف 6–4، 7–6(7–3) | هودت / · بيفير (فرنسا) · خ 0–6، 2–6     | لم يتقدم                                         | لم يتقدم                                       | لم يتقدم                                                | لم يتقدم     |
| لوسي شوكر & جوردان وايلي الحائزة على وسام الإمبراطورية البريطانية (3) | زوجي السيدات | —                                     | وداع                                    | كابرلانا / · ماردونس (تشيلي) · فوز 6–0، 6–0      | خريفيون / · فان كوت (هولندا) · خسارة 3–6، 3–6  | كاميجي / · نيجو (اليابان) · فوز 6–3، 0–6، 6–1           | الثالث       |
| جيمي بيرديكين & أندرو لابثورني (2)                                    | الرباعي زوجي | —                                     | —                                       | وداع                                             | ألكوت / · ديفيدسون (أستراليا) · خسارة 1–6، 2–6 | إرينلييب / · واينبرج (إسرائيل) · فوز 3–6، 6–4، 7–6(7–2) | الثالث       |